# Ernest Hemingway
Ernest Miller Hemingway (Oak Park, 21 juli 1899 – Ketchum, 2 juli 1961) was een Amerikaans schrijver en journalist die in 1953 de Pulitzerprijs voor de literatuur won met The Old Man and the Sea en in 1954 de Nobelprijs voor Literatuur ontving. Hemingway produceerde de meeste van zijn werken tussen het midden van de jaren 1920 en het midden van de jaren 1950. Zijn sobere, uit de journalistiek ontstane schrijfstijl stond in sterk contrast met zijn imago van avonturier en zijn turbulent persoonlijk leven en zou grote invloed uitoefenen op het moderne Amerikaanse en Europese proza.
Tussen de twee wereldoorlogen werd hij de woordvoerder van de Lost Generation omdat hij in zijn vroege werk de problematiek en de mentaliteit van die generatie het best gestalte gaf. Hemingway was niet alleen actief als schrijver, maar was ook een journalist en oorlogscorrespondent, en daarnaast een avonturier, sportvisser en jager op groot wild, hetgeen tot uiting komt in de onderwerpen die hij voor zijn korte verhalen en romans koos. Tijdens zijn laatste levensjaren leed hij aan zware depressies die uiteindelijk leidden tot zijn zelfmoord op 2 juli 1961. Hij liet drie zonen achter: John, met zijn eerste echtgenote Hadley Richardson, en Patrick en Gregory, met zijn tweede echtgenote Pauline Pfeiffer.
Zijn literaire nalatenschap is van blijvende waarde, wat onder meer geïllustreerd wordt door het feit dat zijn belangrijkste werken nooit uit druk zijn geweest.

## Leven en werk

### Jeugd

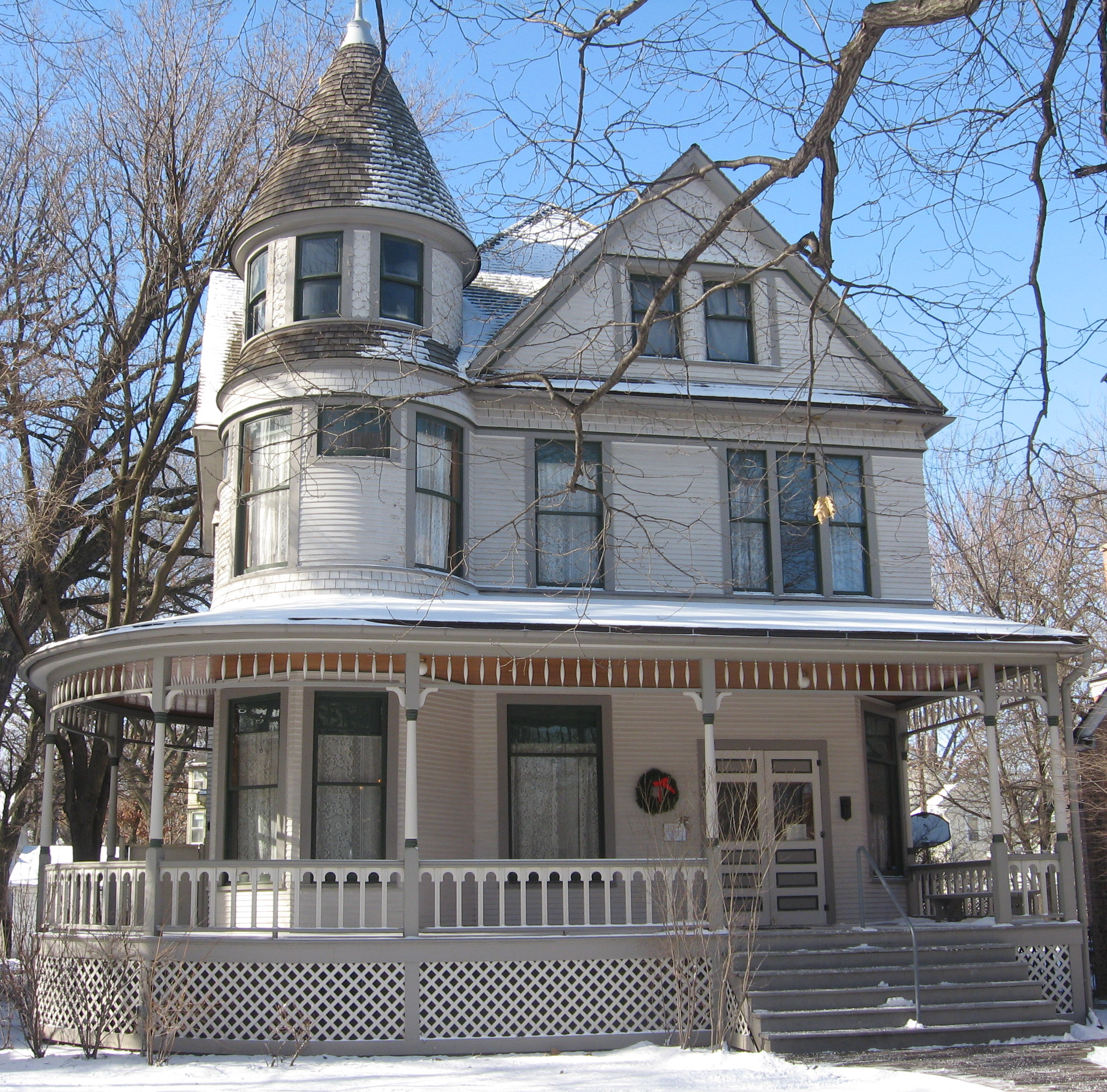
Geboortehuis van Hemingway in Oak Park

Ernest Miller Hemingway werd geboren om 8 uur 's morgens op 21 juli 1899 in Oak Park, Illinois, een voorstad van Chicago. Zijn vader, Clarence Edmonds Hemingway, was gynaecoloog en zijn moeder, Grace Hall, was muzieklerares en voormalig uitvoerend artieste die daarna zang- en muzieklessen gaf aan kinderen uit de buurt. Beiden waren hoogopgeleid en zeer gerespecteerd binnen de conservatieve gemeenschap van Oak Park. Na hun huwelijk woonden Clarence en Grace Hemingway korte tijd bij Graces vader Ernest Hall, die ook de naamgever zou worden van hun eerste zoon. Later zou Ernest Hemingway zeggen dat hij een hekel had aan zijn voornaam, die hij in verband bracht met "de naïeve, zelfs dwaze held van Oscar Wildes toneelstuk The Importance of Being Earnest".
Hemingway had vijf broers en zussen. Marcelline (1898) was zijn oudere zuster en na hem werden Ursula (1902), Madelaine (1904), Carol (1911) en Leicester (1915) geboren. Het gezin verhuisde uiteindelijk naar een woning met zeven kamers in een respectabele buurt, met een muziekstudio voor Grace en een medisch kantoor voor Clarence.

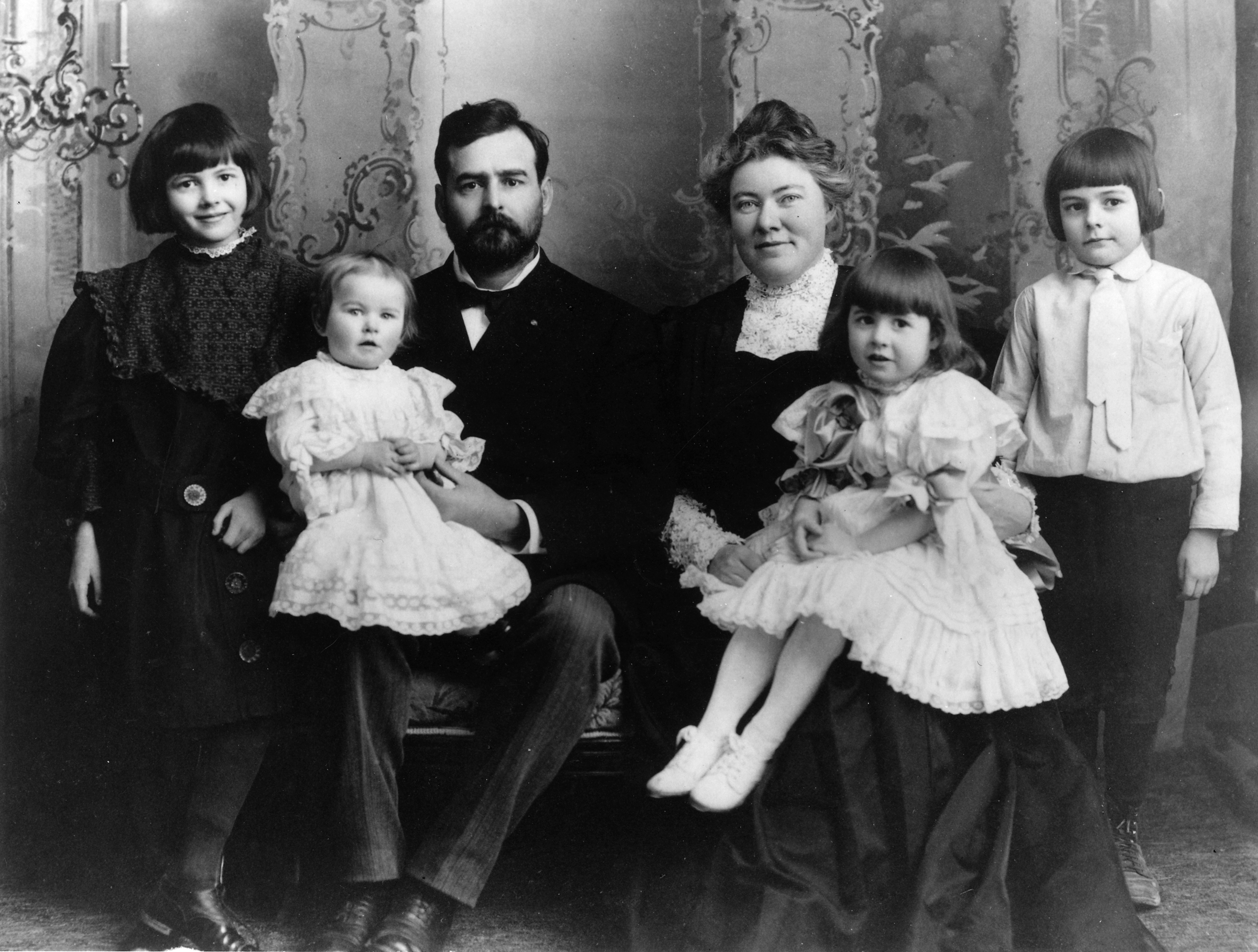
Foto van het gezin Hemingway in 1905; vanaf links: Marcelline, Madelaine, Clarence, Grace, Ursula en Ernest

Grace kleedde de jonge Ernest (die lange tijd de enige jongen van het gezin was) als een meisje, iets dat niet zo ongewoon was in die tijd en in haar milieu. Zo knipte ze zijn haren pas toen hij zes jaar oud was. De moeder van de jonge Ernest ging hier wel erg ver in en noemde haar jongen bijvoorbeeld "Dutch dolly". Biografen vermoeden dat deze vreemde relatie Hemingway heeft getekend voor het leven. Het erotisch beladen motief van het knippen van het haar van een jongen zou later in Hemingways verhalen verschillende keren opduiken, zoals in The Garden of Eden. 
Opvallend is ook dat in een aantal verhalen mannen voorkomen die om de een of andere reden impotent zijn geworden en wanhopig proberen hun mannelijkheid te herwinnen, zoals de stervende schrijver in The Snows of Kilimanjaro. Tegen zijn vrienden, onder meer tegen John Dos Passos, zei Hemingway als volwassene dat hij zijn moeder haatte en als hij het over haar had sprak hij over "that bitch". Zijn neef John Sanford, Marcellines zoon en nu een academicus, denkt daar echter anders over. Hij zei in een interview dat Hemingways nare woorden over zijn moeder slechts een 'cover-up' waren voor zijn diepe liefde voor haar, en een gevolg van zijn bitterheid omdat ze de onderwerpen waar hij over schreef maar niets vond.
Hemingways vader, Clarence, had waarden die van zijn congregationalistische, koloniale voorouders vandaan kwamen en verbood dansen, drinken, gokken en roken. Deze zware, breedgeschouderde man hield in tegenstelling tot zijn vrouw vast aan een strikte discipline en sloeg Ernest zo nodig zelfs met de leren riem waarmee hij zijn scheermes sleep. Het motief van de gevoelloze dokter dook op in een van Hemingways eerste verhalen, The Doctor and the Doctor's Wife. Daarin komen dialogen voor tussen de dokter en zijn vrouw waarmee Hemingway herinneringen lijkt op te halen over werkelijke gesprekken die tussen zijn ouders hadden plaatsgevonden.
Hemingways moeder speelde vaak concerten in en rond het dorp en probeerde ook haar kinderen iets van die muzikaliteit mee te geven. Ernest had daar niet veel aanleg voor, maar op aandringen van zijn moeder leerde hij toch cello spelen. Dat zorgde voor heel wat spanningen, al gaf hij later toe dat de muzieklessen nuttig waren gebleken voor zijn schrijven. De familie bezat een zomerhuis met de naam 'Windemere' aan Walloon Lake, in de buurt van Petoskey, Michigan, waar hij vanaf zijn vierde jaar van zijn vader leerde jagen, vissen en kamperen in de bossen en meren van Noord-Michigan. Het was toen dat hij een passie kreeg voor de natuur en het leven in afgelegen, geïsoleerde gebieden.
Van 1913 tot 1917 ging Hemingway naar de Oak Park and River Forest High School, waar hij deelnam aan boksen, atletiek, waterpolo en voetbal. Hij blonk uit in Engels en speelde gedurende twee jaar in het schoolorkest met zijn zuster Marcelline. Hij volgde daar ook een cursus journalistiek, onderwezen door Fannie Biggs, die de klas leidde "alsof het een krantenbedrijf was". De betere schrijvers in de klas publiceerden artikels in The Trapeze, de schoolkrant. Zowel Hemingway als Marcelline hebben bij The Trapeze stukken ingediend. Hemingways eerste stuk, gepubliceerd in januari 1916, ging over het lokale optreden van het Chicago Symphony Orchestra. Hij bleef bijdragen leveren aan de Trapeze en de Tabula (schoolkrant en jaarboek), waarbij hij de taal van de sportredacteurs imiteerde en schreef onder het pseudoniem Ring Lardner, Jr. - een knipoog naar Ring Lardner van de Chicago Tribune.
Ernests ouders wilden dat hij naar de universiteit zou gaan. Vooral zijn vader had gehoopt dat zijn zoon in zijn voetsporen zou treden door eerst naar Oberlin College in Ohio te gaan en vervolgens naar de medische school om dokter te worden. Op een gegeven moment heeft Hemingway zich blijkbaar voorgenomen om in journalistiek af te studeren aan de Universiteit van Illinois. In de herfst van 1917 besloot hij echter om de baan aan te nemen die zijn oom Tyler Hemingway voor hem had geregeld op de krant The Kansas City Star. Hoewel hij er slechts enkele maanden verbleef, beriep hij zich later op de stijlgids van de Star als basis voor zijn schrijven: "Gebruik korte zinnen; Gebruik een korte eerste alinea; Gebruik krachtig Engels; Wees positief, niet negatief..."

### 1917–1918: Vrijwilliger voor het Rode Kruis

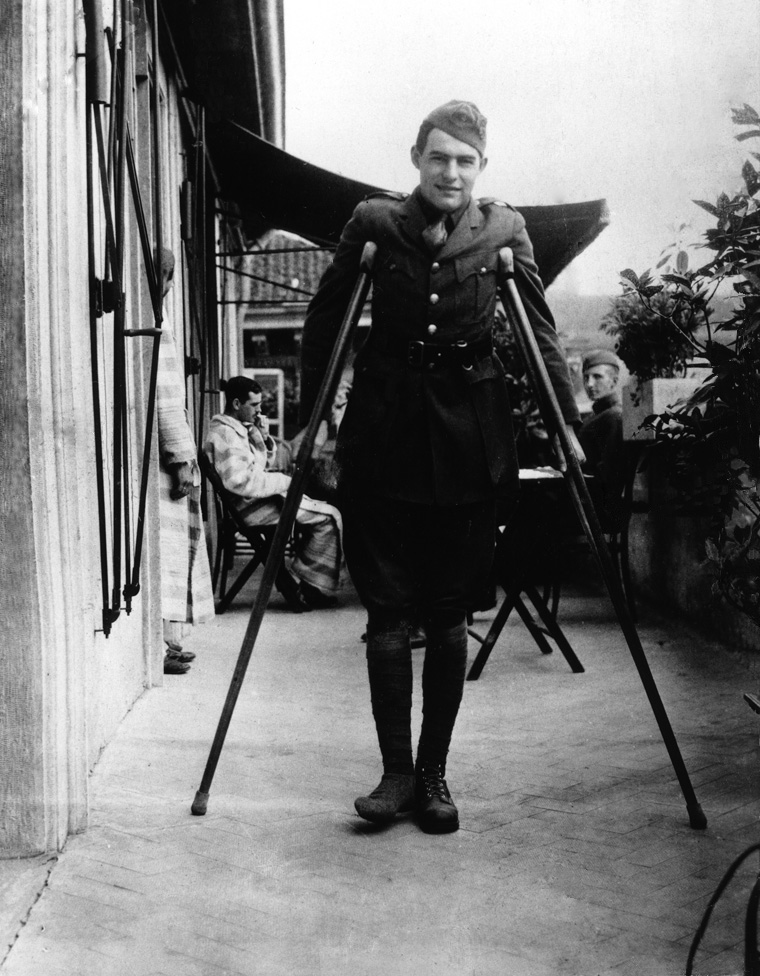
Ernest Hemingway in Milaan, herstellend van zijn verwondingen (1918)

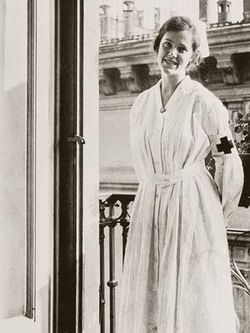
Agnes von Kurowsky in 1918 te Milaan

Tot 1917 waren de Verenigde Staten erin geslaagd om buiten de Eerste Wereldoorlog te blijven, maar in april 1917 schaarde het land zich aan de zijde van de geallieerden om de Duitsers en Oostenrijkers te bestrijden. Hemingway wilde dienst nemen, maar werd geweigerd vanwege een slecht linkeroog. Toen in de winter van 1917 het Rode Kruis campagne voerde om Amerikaanse vrijwilligers te ronselen die aan het Italiaanse front met ambulances wilden rijden, ging Hemingway daar enthousiast op in. Later loog hij over deze tijd, en beweerde voor het Italiaanse leger te hebben gevochten. In werkelijkheid bracht hij slechts een drietal weken door als ambulancechauffeur in Italië. Toen hij in Europa aankwam ging Hemingway eerst naar Parijs, tot hij begin juni de opdracht kreeg om naar Milaan te gaan.
Op de dag van zijn aankomst kreeg hij meteen zijn vuurdoop: in een ontploft munitiedepot moest hij verminkte lichamen en lichaamsdelen naar een geïmproviseerd mortuarium brengen. Twee dagen later werd hij naar een ambulance-eenheid in het plaatsje Schio gestuurd, waar hij ging werken als ambulancechauffeur. Op 8 juli 1918, pas enkele weken na zijn aankomst, werd hij aan zijn been gewond door granaatscherven, op het ogenblik dat hij chocolade en sigaretten aan Italiaanse soldaten langs de rivier de Piave uitdeelde. Volgens Ted Brumback (een andere ambulancechauffeur), die een brief schreef aan Hemingways vader, kreeg Hemingway meer dan 200 granaatscherven in zijn benen, maar slaagde hij er ondanks deze verwondingen toch in om een andere gewonde soldaat naar de Eerste Hulppost te brengen. Onderweg werd hij dan nog eens in zijn benen getroffen door verschillende machinegeweerkogels. Voor deze daad van zelfopoffering kreeg hij later de Italiaanse Zilveren Medaille voor Militaire Dapperheid. De verwonding aan zijn rechterknie was zo ernstig dat hij vreesde dat het been zou moeten worden geamputeerd. De daaropvolgende maanden verbleef hij in diverse militaire hospitalen. Herstellend van zijn verwondingen in een ziekenhuis in Milaan, werd Hemingway verliefd op Agnes von Kurowsky, een goed opgeleide Amerikaanse verpleegster die acht jaar ouder was dan hij. Deze romance zou hij later in zijn roman A Farewell to Arms verwerken.
Tijdens zijn dienst als Rode Kruisambulancier werd Hemingway bevriend met kapitein Jim Gamble. Deze bood hem aan om te betalen voor een gezamenlijke reis door Europa die een jaar zou duren, maar Agnes wilde trouwen en drong erop aan, dat Hemingway naar de VS terugkeerde om een baan te zoeken. Op 7 maart 1919 schreef Agnes hem echter dat ze verloofd was met een Italiaanse officier. Ze zouden elkaar nooit meer ontmoeten, al keerde Agnes later wel terug naar de Verenigde Staten. Op deze geschiedenis is de speelfilm In Love and War (1996) van Richard Attenborough gebaseerd.

### 1919–1921: Toronto en Chicago

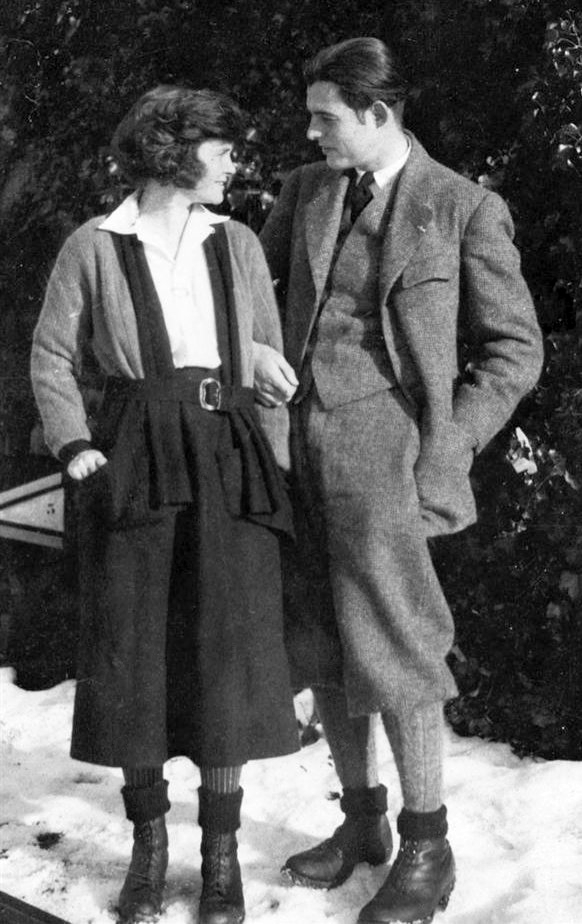
Hemingway met zijn eerste echtgenote Hadley Richardson in 1922 te Chamby

Toen Hemingway in januari van 1919 terugkeerde vanuit Italië vond hij Oak Park saai in vergelijking met de oorlogsavonturen, de schoonheid van vreemde landen en romance met Agnes von Kurowsky. Hij was negentien jaar oud, maar de oorlog had hem voor zijn leeftijd vroegrijp gemaakt. Zijn ouders begrepen nooit goed wat hun zoon had meegemaakt. Kort na zijn thuiskomst begonnen ze hem onder druk te zetten om een baan te zoeken of om zijn scholing voort te zetten, maar Hemingway kon geen interesse meer opbrengen voor zoiets. Van de 1000 dollar ontvangen verzekeringsuitkeringen voor zijn oorlogswonden kon hij bijna een jaar zonder te werken leven. Hij woonde in het huis van zijn ouders en bracht zijn tijd door in de bibliotheek of met thuis lezen. Hij sprak kleine maatschappelijke organisaties toe over zijn oorlogsheldendaden en werd vaak gezien in zijn Rode Kruisuniform, wandelend door de stad.
In september 1919 trok hij samen met middelbare-schoolvrienden op een vis- en kampeertocht naar het achterland van Michigans 'Upper Peninsula'. Deze trip werd de inspiratie voor zijn korte verhaal Big Two-Hearted River, waarin het semi-autobiografische personage Nick Adams de eenzaamheid van de ongeschonden natuur opzoekt om na zijn terugkeer uit de oorlog tot rust te komen.
Toen hij een lezing gaf in de openbare bibliotheek van Petoskey in Michigan, werd hij benaderd door Harriett Connable, de vrouw van een stafmedewerker voor het bedrijf van de Woolworths-winkelketen in Toronto. Ze was onder de indruk van zijn atletische verschijning, intelligentie en zelfvertrouwen en stelde Hemingway voor, om haar fysiek zwakke zoon onder zijn hoede te nemen en hem kennis laten maken met de geneugten van lichamelijke activiteiten. Zo werd hij betaald begeleider van de jonge Ralph Connable, wat hem voldoende tijd gaf om zich aan het schrijven te blijven wijden. Eind dat jaar begon hij als freelancer en buitenlands correspondent voor de Toronto Star Weekly. Hij keerde de volgende juni terug naar Michigan en verhuisde vervolgens in september 1920 naar Chicago, waar hij met vrienden samenwoonde en verhalen bleef opsturen naar de Toronto Star.
In Chicago werkte Hemingway als mederedacteur van het maandblad Cooperative Commonwealth, waar hij de schrijver Sherwood Anderson ontmoette. Hij maakte in Chicago ook kennis met Hadley Richardson, die vanuit St. Louis de zus van Hemingways kamergenoot kwam bezoeken. Hemingway werd meteen verliefd op haar. Later zou hij over deze eerste ontmoeting zeggen: "Ik wist dat ze het meisje was waarmee ik ging trouwen." Hadley was roodharig, heel zorgzaam en acht jaar ouder dan Hemingway. Sommige biografen menen dat Hadley hem aan Agnes deed denken, maar Hadley, die opgevoed was door een overbezorgde moeder, gaf een veel minder volwassen indruk. Na een maandenlange correspondentie besloot het koppel te trouwen en naar Europa af te reizen. Ze wilden eerst Rome bezoeken, maar Sherwood Anderson overtuigde hen, om voor Parijs te kiezen. Ze trouwden op 3 september 1921. Twee maanden later werd Hemingway ingehuurd als buitenlands correspondent voor de Toronto Star en het echtpaar vertrok naar Parijs. Op dit punt in zijn leven leek Hemingway alles bereikt te hebben wat hij met Agnes had gewild: de liefde van een mooie vrouw, een comfortabel inkomen en een avontuurlijk leven in Europa.

### 1922–1927: Parijs en de Lost Generation

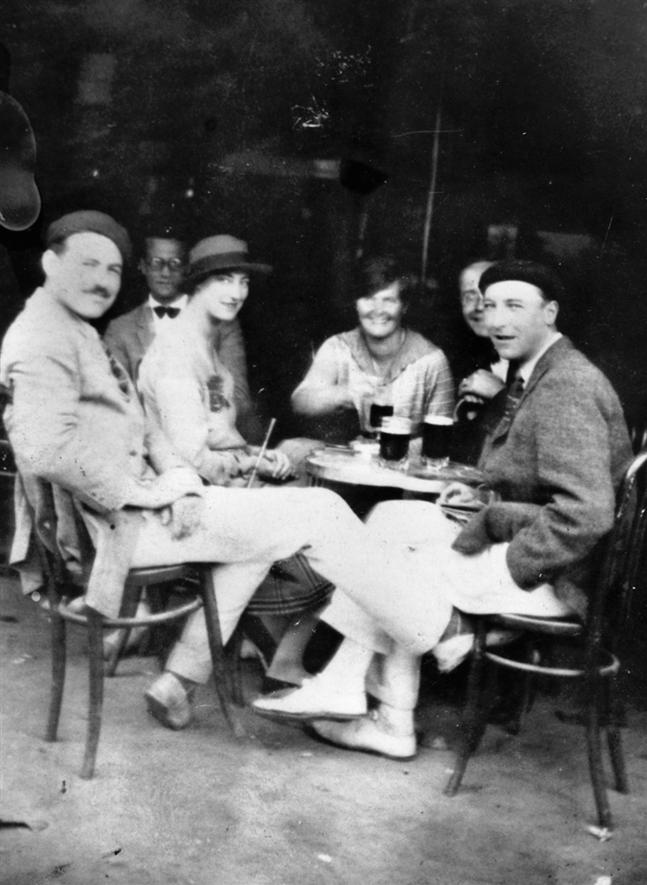
Ernest Hemingway in de zomer van 1925 in een café in Pamplona, in het gezelschap van de personen die hij afbeeldde in zijn roman "The Sun Also Rises". Van links naar rechts, zittend: Hemingway, Harold Loeb, Lady Duff Twysden, Hadley, Don Stewart en Pat Guthrie.

Voor de Hemingways naar Frankrijk vertrokken, had Sherwood Anderson zijn vriend Ernest een introductiebrief meegegeven voor de literaire expatriates waarmee Hemingway in contact hoopte te komen. Het koppel betrok in een arme Parijse buurt een appartement in de rue Cardinal Lemoine 74. Hemingway maakte vervolgens gebruik van zijn brief om toegang te krijgen tot de salon van Gertrude Stein en de literaire kring rond Ezra Pound. Op die manier kwam hij weldra ook in contact met Wyndham Lewis, Sylvia Beach, James Joyce en Ford Madox Ford. Hemingway deed zijn best om indruk te maken op zijn nieuwe vrienden, zeker omdat hij besefte dat zij hem konden helpen bij het waarmaken van zijn literaire ambities. Hij werkte hard en huurde speciaal een kamer in de rue Descartes 39 om daar elke morgen ongestoord te kunnen schrijven. Het was daar dat hij leerde om zichzelf een strak werkschema op te leggen en niet te stoppen voor hij een aantal pagina’s had afgewerkt en precies wist waar hij de volgende morgen over zou moeten schrijven.
Gertrude Stein zou een van Hemingways belangrijkste mentors worden in zijn schrijverschap. Zij was van Duits-Amerikaanse afkomst, maar woonde al sinds 1902 in Parijs. T.S. Eliot en Ezra Pound kozen spoedig na haar eveneens Europa tot verblijfplaats. Tussen de twee wereldoorlogen verlieten ook onder meer F. Scott Fitzgerald, John Dos Passos en Hemingway tijdelijk de Verenigde Staten. Deze expatriates, overlevende kunstenaars en schrijvers van de Eerste Wereldoorlog, die nu in vrijwillige ballingschap in Parijs leefden, werden door Gertrude Stein the Lost Generation gedoopt. Een van de belangrijkste redenen waarom schrijvers naar Frankrijk uitweken, was dat er geen censuur bestond op publicaties in het Engels, waardoor ze boeken konden uitgeven die in de conservatievere VS en in Groot-Brittannië geweigerd zouden worden. De eerste werken van Hemingway laten behalve duidelijke invloeden van Pound ook invloeden van Stein zien, zoals veelvuldig gebruik van het tegenwoordig deelwoord en herhalingen. Hoewel Stein een stuk ouder was dan Hemingway had ze een zwak voor hem, onder meer vanwege zijn knappe uiterlijk. De vriendschap tussen Hemingway en Stein verkeerde echter in het tegendeel toen Hemingway Stein eenmaal in zijn roem begon te overschaduwen. Stein beweerde later dat zij en Anderson Hemingway samen "gemaakt" hadden en dat hij van zichzelf maar een "bang en provinciaal mannetje" was. Hemingway op zijn beurt verklaarde in Death in the Afternoon (1932) dat hij nooit iets van Stein geleerd had, maar zij wel wat van hem: het schrijven van dialogen.

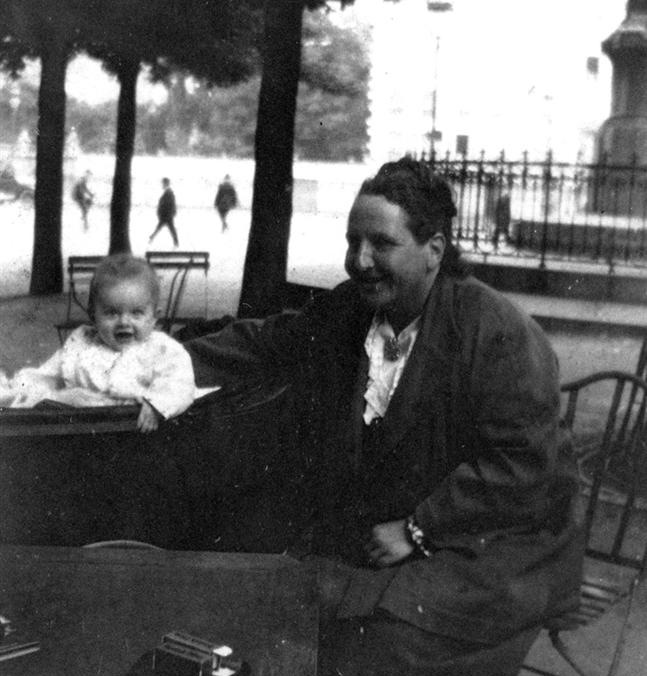
Gertrude Stein met John ("Jack") Hemingway te Parijs in 1924

Tijdens zijn eerste 20 maanden in Parijs stuurde Hemingway 88 verhalen op naar de Toronto Star. Om verslag te kunnen uitbrengen over de Europese politieke en militaire gebeurtenissen reisde hij veel met de trein. Met name de Grieks-Turkse oorlog leverde hem veel materiaal, en hij schreef scherpe vignetten over de vluchtelingen en vuurpelotons die hij had gezien. Daarnaast boog hij zich in zijn stukken ook over culturele onderwerpen, stierenvechten, tonijnvissen, skiën, bobsleeën, enzovoort. In december 1922 woonde Hemingway voor de Toronto Star een internationale conferentie bij in het Zwitserse Lausanne. Hij vroeg aan Hadley in een brief om naar hem toe te komen en zijn manuscripten mee te brengen. Toen ze met de trein vanuit Parijs aankwam, bekende ze huilend dat de koffer met de manuscripten van zijn verhalen verloren was gegaan. Hemingway was verpletterd door het nieuws. Het beschadigde voorgoed zijn relatie met Hadley en later zou hij deze episode in zijn leven evoceren in A Moveable Feast.
Hemingway begon tijdens de jaren 1920 geleidelijk aan zijn gedichten te publiceren in The Double Dealer en in andere, kleine maar belangrijke Europese literaire tijdschriften zoals Poetry en Der Querschnitt. In 1923 werd zijn eerste kleine boek gepubliceerd met verhalen en gedichten: Three Stories and Ten Poems. De verhalen in deze bundel zijn geschreven volgens Hemingways "ijsbergtheorie": door dingen weg te laten in een verhaal maak je het sterker  (te vergelijken met het motto "Kill your darlings"). In januari van dat jaar werd Hadley zwanger. Het belette Hemingway niet om in de zomer met haar de Spaanse stad Pamplona te bezoeken en de San Fermínfeesten bij te wonen. Hemingway was gefascineerd door het stierenvechten en noemde het geen sport, maar een tragedie waarin de stier was gedoemd om te sterven. Ze gingen er niet alleen naar de corrida de toros kijken; Hemingway nam ook zelf deel aan de gevaarlijke stierenrennen door de straten van de stad. Hij schreef er vijf vignetten over en ging later uitgebreider in op deze ervaringen in The Sun Also Rises en Death in the Afternoon. In juni 1925 brachten ze een groep Amerikaanse en Britse expatriates mee naar Pamplona: Hemingways jeugdvriend Bill Smith, Stewart, Lady Duff Twysden (die net gescheiden was), haar minnaar Pat Guthrie, en Harold Loeb. Een paar dagen na de fiësta, op zijn verjaardag (21 juli), begon Hemingway te schrijven aan Fiesta (het latere The Sun Also Rises), dat hij voltooide in acht weken. Het manuscript bereikte in april 1926 zijn New Yorkse uitgever en na het corrigeren van de proefversie in Parijs leverde Hemingway het in augustus 1926 af aan Scribner's, die de roman in oktober van dat jaar publiceerde. Het betekende een keerpunt in zijn schrijversloopbaan: tot dan toe had Hemingway zich in zijn fictie namelijk vrijwel uitsluitend met korte verhalen beziggehouden. Zowel zijn uitgever als zijn mentor F. Scott Fitzgerald hadden hem echter voorgehouden dat met korte verhalen niet veel te verdienen viel, en dat romans wel goed verkochten. Hemingway had hun raad opgevolgd, en na een valse start om een roman rond zijn personage Nick Adams te schrijven, zou The Sun Also Rises hem bekend maken als romancier.
Met het oog op de geboorte van hun kind verhuisde het paar van hun Parijse zolderkamertje naar Toronto. Ernest bleef werken voor de Toronto Daily Star, maar na het opwindende leventje in Parijs kon hij moeilijk aarden in Toronto. Bovendien liet de nieuwe baas van deze krant hem elke dag langer werken en verplichtte hij Hemingway om verslag uit te brengen over triviale dingen. De druppel die de emmer deed overlopen was de uitbrander die Hemingway van zijn baas kreeg omdat hij zich naar het ziekenhuis had gespoed waar Hadley lag te bevallen, in plaats van eerst zijn stuk voor de krant binnen te brengen. De razende Hemingway nam terstond ontslag en ging bij de Toronto Star Weekly werken. Een paar maanden na de geboorte van hun zoon, John Hadley Nicanor Hemingway (roepnaam "Jack") reisde het jonge gezinnetje aan boord van een schip naar Frankrijk af, zodat Hemingway zich weer aan zijn artistieke ambities kon wijden.
Kort na zijn terugkeer in Parijs kreeg Hemingway een baan bij een nieuw literair tijdschrift, getiteld The Transatlantic Review. Hierdoor zat hij meteen in het centrum van het literaire en artistieke leven op de linkeroever van de Seine. Ezra Pound had hem bij de uitgever, Ford Madox Ford, aanbevolen als "the finest prose stylist in the world". Als redacteur publiceerde Hemingway er, naast zijn eigen korte verhalen, ook de eerste hoofdstukken van Gertrude Steins boek The Making of Americans, evenals fragmenten uit James Joyce' Work in Progress (dat later leidde tot Finnegans Wake). In deze periode, 1925-1929, perfectioneerde Hemingway verder de stijl die hem befaamd zou maken.

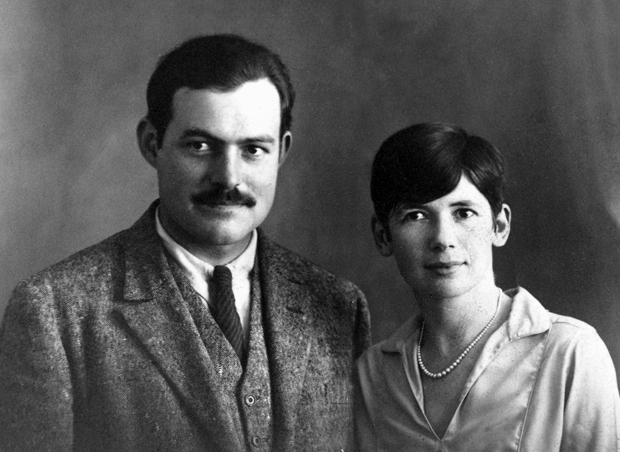
Ernest en Pauline Hemingway, Parijs, 1927

Hemingways huwelijk met Hadley verslechterde. In het voorjaar van 1926 werd Hadley zich bewust van zijn affaire met Pauline Pfeiffer, een Amerikaanse journaliste die in Parijs voor Vogue werkte. In november vroeg zij een echtscheiding aan, die in januari 1927 officieel werd. Ze verdeelden hun bezittingen en Hemingway trouwde met Pauline Pfeiffer in mei van datzelfde jaar.
De publicatie van The Sun Also Rises bracht Hemingway onmiddellijk succes. Hij had bereikt wat hij altijd al had gewild, literaire faam, maar zag achteraf in, dat hij daar ook een prijs voor had moeten betalen. Hij raakte er door het succes van overtuigd dat hij de turbulente levensstijl van de expatriates die hij in zijn roman beschreef ('Het leven is een feest') ook zelf moest leiden. In zijn memoires A Moveable Feast, veertig jaar later, blikte hij met spijt terug op deze periode waarin hij Hadley voor Pauline had verlaten terwijl hij nog van haar hield. De schuld legde hij bij 'de rijken' waar hij als hardwerkende schrijver mee in aanraking was gekomen.
Pauline werd al snel zwanger, en kort daarna publiceerde Hemingway een tweede verhalenbundel, Men without Women. De jonggehuwden vertrokken op huwelijksreis naar het zuiden van Frankrijk en maakten een rondreis door verschillende Europese steden. Uiteindelijk belandden ze in Kansas City waar Pauline in juni beviel van Hemingways tweede zoon, Patrick. Hemingway was in Parijs begonnen met A Farewell to Arms, had eraan verder gewerkt in Key West, Piggott en Kansas City en voltooide het manuscript in augustus 1928 in Wyoming, waar hij met een vriend naartoe was getrokken.

### 1928–1936: Key West en de Caraïben

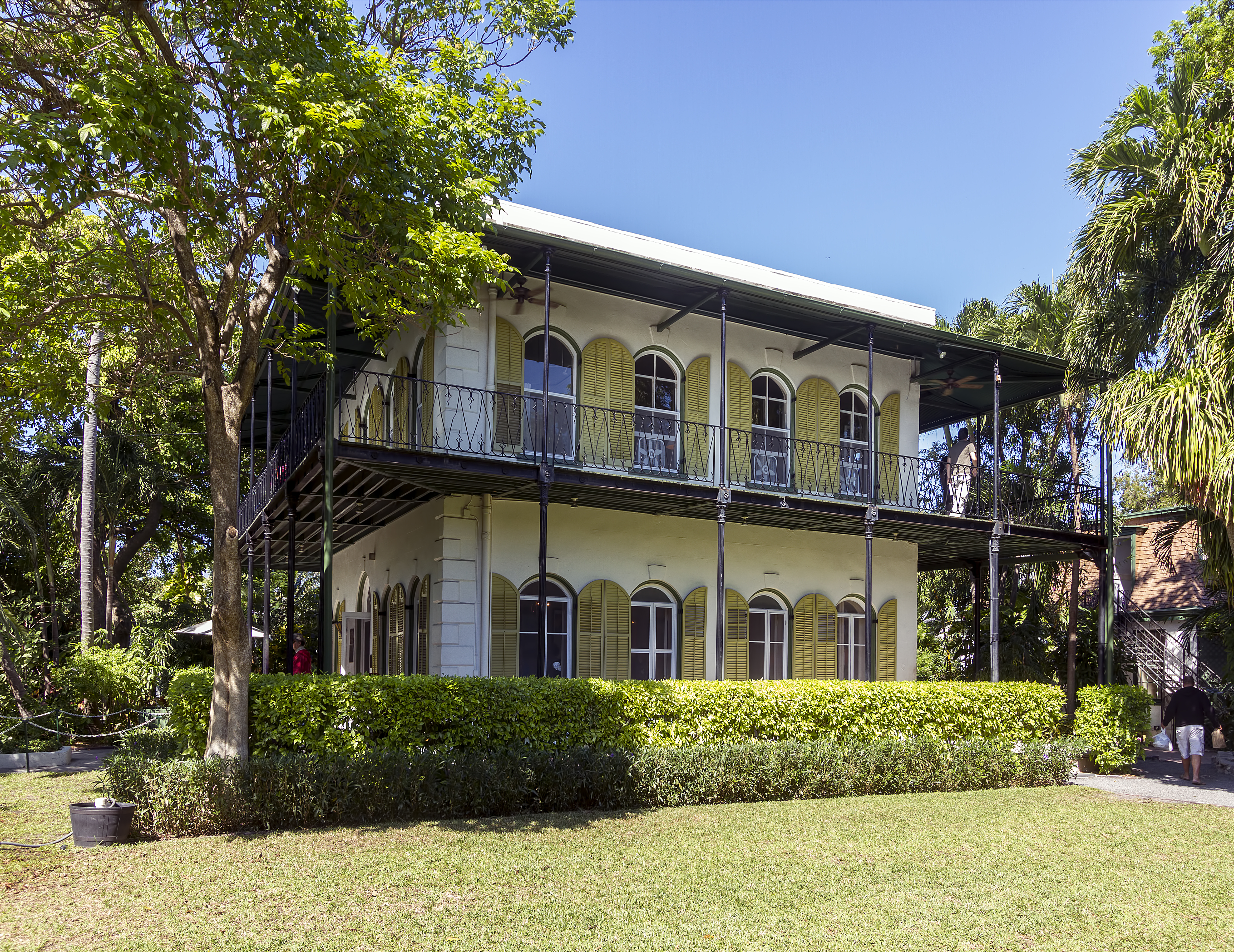
Ernest Hemingway House in Key West

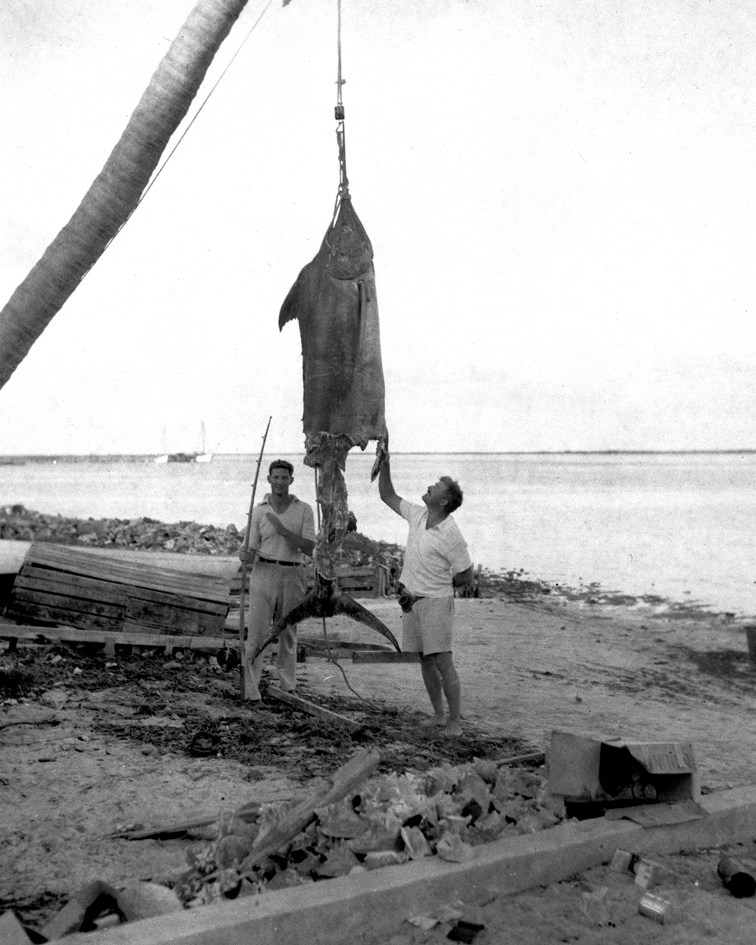
Hemingway en Henry Slater met een marlijn op de Bahama's in 1935

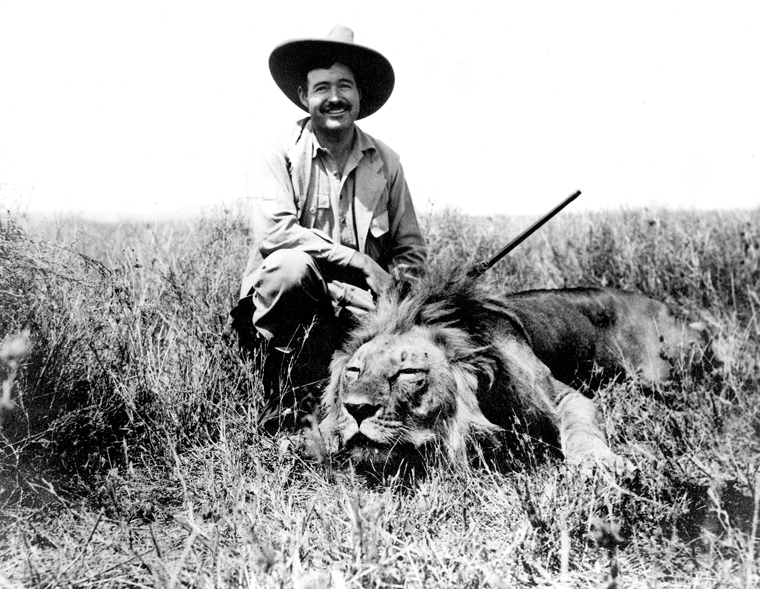
Ernest Hemingway op safari, 1934

In 1928 verhuisden Hemingway en Pauline naar Key West in Florida. Daar leerde Hemingway de tropen kennen en het diepzeevissen en deze ervaringen zouden hem later inspireren tot het schrijven van de novelle De oude man en de zee, waarmee hij de Pulitzerprijs won. Het decor mocht dan al prachtig zijn, Hemingway leed erg onder de beslissing die hij had genomen om Hadley en zijn kind te verlaten en samen met zijn depressies steeg ook zijn drankverbruik in Key West, waar hij veel tijd doorbracht in Sloppy Joe's bar. Zijn alcoholisme verergerde nog nadat zijn vader zelfmoord pleegde door zichzelf door het hoofd te schieten. Hemingway was diep geraakt door de wijze waarop zijn vader was gestorven en zelfmoord werd vanaf dan een meer prominent thema in zijn boeken.
Zijn roman A Farewell to Arms werd eind 1929 gepubliceerd en ontving overwegend lovende kritieken. Het verhaal gaat over een Amerikaans legerofficier die in Eerste Wereldoorlog deserteert en vlucht met een Britse verpleegster. Van het geld dat hij met dit boek verdiende zette hij een gedeelte opzij in een fonds voor zijn moeder.
In maart 1930 begon hij aan de planning van zijn volgende boek, over stierenvechten, dat later als Death in the Afternoon zou worden gepubliceerd. In april 1931 kochten de Hemingways het Ernest Hemingway House in Key West en op 12 november beviel Pauline met een keizersnede van haar zoon Gregory. De dokters waarschuwden haar, dat een volgend kind haar het leven zou kunnen kosten. De katholieke Pauline wilde geen geboortebeperkende middelen gebruiken en Hemingway zou het mislukken van dit huwelijk later wijten aan het effect dat haar beslissing had op hun seksleven.
To Have and Have Not, een roman die zich afspeelt tijdens de Grote Depressie in de VS, ontstond uit een kort verhaal waar Hemingway in 1933 aan was begonnen. Van het in 1937 gepubliceerde boek werden in de eerste vijf maanden 38000 exemplaren verkocht en het bracht Hemingway op de cover van Time Magazine. Gefinancierd door Paulines rijke oom Gus, ondernamen de Hemingways eind 1933 en begin 1934 een safari in Afrika. Deze reis vormde de inspiratie voor twee van Hemingways beste korte verhalen: The Snows of Kilimanjaro en The Short Happy Life of Francis Macomber. Gedurende twee en een half jaar, vanaf 1932, schreef Hemingway essays voor het nieuw opgerichte en succesvolle Esquire Magazine. Veel van die essays werden later herdrukt in By-Line: Ernest Hemingway. Van het geld dat hij met het schrijven van artikelen verdiend had bij het tijdschrift kocht hij in 1934 een vissersboot, die hij "Pilar" doopte.
Midden jaren dertig deed een nieuw autobiografisch thema zijn intrede in Hemingways werk: dat van de schrijver die zijn talent tracht te behouden onder druk van geld, succes en de verlokkingen van seks. Dit thema is terug te vinden in het reeds genoemde The Snows of Kilimanjaro uit 1936, en op een allegorische manier in The Old Man and the Sea (1952).
Omstreeks 1935 vonden meer en meer van Hemingways lezers en critici dat het werk uit zijn vroege periode nog steeds de moeite waard was, maar dat hij nu over zijn hoogtepunt scheen te zijn. Zijn imago van onvervaard levensgenieter en het machismo dat uit zijn verhalen sprak had niet meer hetzelfde effect op de lezers. Ze namen ook aanstoot aan zijn jacht op groot wild in Afrika en vonden de boeken die hij daarover schreef smakeloos en zelfs saai. Zo zei een van de critici, Edmund Wilson, dat Hemingway "het enige boek had geschreven waarin Afrika en de dieren saai lijken te zijn." De Spaanse Burgeroorlog zou Hemingway echter terug in de belangstelling brengen.

### 1937–1943: Spaanse Burgeroorlog en Cuba

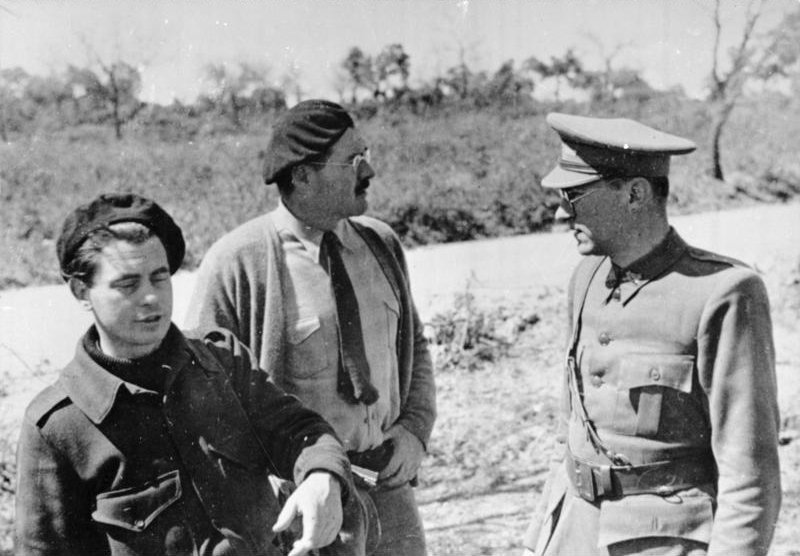
Hemingway in het midden tussen links de Nederlandse filmmaker Joris Ivens en rechts de Duitse stafchef Ludwig Renn van de Internationale Brigades tijdens de Spaanse Burgeroorlog

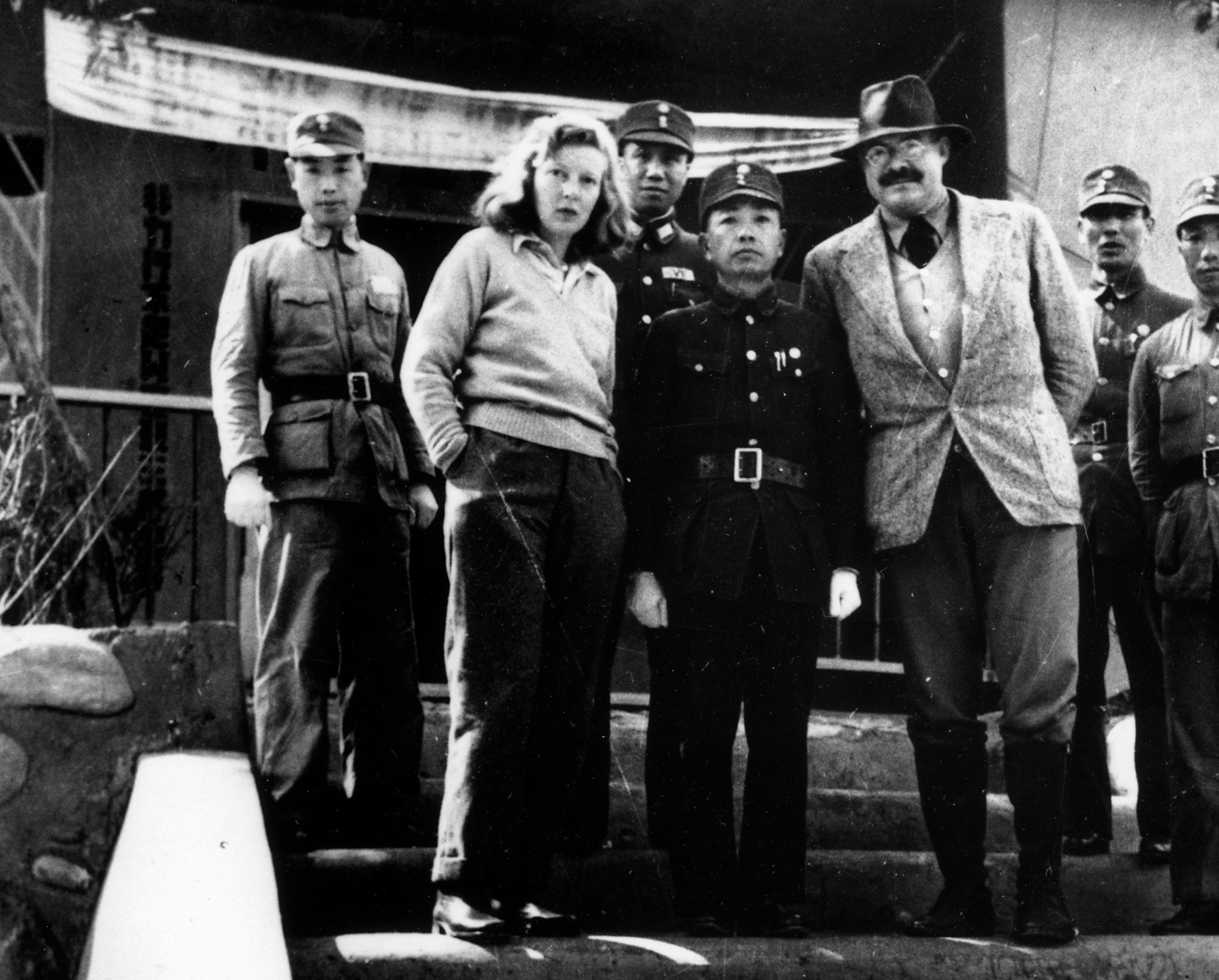
Hemingway en zijn derde echtgenote Martha Gellhorn, met generaal Yu Hanmou in China (Chongqing, 1941)

De Spaanse Burgeroorlog duurde van 17 juli 1936 tot 1 april 1939 en was een conflict tussen de Republikeinen, die trouw bleven aan de bestaande Spaanse Republiek en de Nationalisten, een groep militaire putschisten onder leiding van generaal Francisco Franco. In 1936 stelde North American Newspaper Alliance, een van de grote nieuwsagentschappen die artikelen leverde aan de kranten, Hemingway voor om naar Spanje te gaan als reporter en verslag uit te brengen over die burgeroorlog. Hemingway ging hierop in. Joris Ivens, een Nederlandse communistische filmmaker, vroeg Hemingway om hem te helpen bij het maken van een documentaire over de oorlog. Hemingway schreef het commentaar bij de film en daaruit bleek dat hij de Republikeinse zaak genegen was. De film kreeg de titel The Spanish Earth ("Spaanse aarde") en Orson Welles zou de voice-over leveren, maar uiteindelijk was het Hemingway zelf die dit voor zijn rekening nam.
In Spanje begon Hemingway een relatie met Martha Gellhorn, een 28-jarige journaliste die werkte voor The New Republic en Paris Vogue en ook een roman en een verhalenbundel had gepubliceerd. Ze hadden elkaar voor het eerst ontmoet in 1936 in een bar in Key West en nu logeerden ze in hetzelfde hotel op dezelfde verdieping. Aanvankelijk verzette ze zich tegen zijn avances. Echter, tijdens een bombardement bevonden ze zich in dezelfde kamer opgesloten en dat bracht hen dichter bij elkaar. Ze werden verliefd en bleven in Spanje tot 1939.
In oktober 1937 begon Hemingway met het schrijven van The Fifth Column, zijn enige toneelstuk, dat een jaar later zou worden gepubliceerd. Daarin kwam het personage Dorothy Bruggen voor, een onvriendelijke karikatuur van Martha Gellhorn. In 1939 bevond Hemingway zich in Havana, waar hij in februari begon te schrijven aan For Whom the Bell Tolls. Omdat Pauline zich tegen een echtscheiding verzette, kon Hemingway pas in 1940 huwen met Martha Gellhorn. Dat jaar kwam ook For Whom the Bell Tolls uit en het boek werd een groot succes: de eerste zes maanden werden er reeds een half miljoen exemplaren van verkocht. In dezelfde periode dat hij aan deze roman werkte, was Hemingway ook bezig met twee andere schrijfprojecten: Islands in the Stream en The Garden of Eden, die beide pas postuum zouden verschijnen.
Met zijn nieuwe echtgenote trok Hemingway in 1941 naar China om daar samen met haar artikelen over de Chinees-Japanse oorlog te schrijven. Toen ze uitgeput van hun ervaringen terugkeerden naar Cuba, begon Hemingway zijn boot Pilar om te bouwen tot een soort torpedobootjager. Samen met zijn vrienden maakte hij in de Pilar lange tochten in Cubaanse wateren, op zoek naar Duitse onderzeeërs. Die vonden ze niet en ze brachten hun tijd dan maar door met vissen en drinken. Tijdens een kleine ceremonie in juni 1947 aan de Amerikaanse ambassade in Cuba, zou Hemingway niettemin worden bekroond met een "Bronze Star" voor zijn verdienste als oorlogscorrespondent en voor het zich vrijelijk bewegen in gevechtszones onder vuur, ten einde zich een nauwkeurig beeld te kunnen vormen van de condities aldaar. De enige die Hemingway blijkbaar niet kon imponeren met zijn patriottisme en branie was Martha, die haar koffers pakte en alleen naar Europa vertrok. Hemingway reisde pas in de lente van 1944 af naar Londen, waar hij als correspondent de oorlog van dichtbij wilde volgen.

### 1944–1947: Tweede Wereldoorlog en Europa

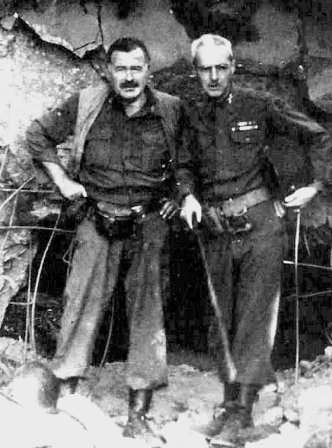
Hemingway met kolonel 'Buck' Charles T. Lanham tijdens de Slag om het Hürtgenwald in 1944. Kort daarop werd hij met een longontsteking opgenomen.

In Londen aangekomen, begon Hemingway artikelen te schrijven over de luchtgevechten en bombardementen. Hij dronk veel en raakte betrokken in een zwaar auto-ongeluk. Martha bezocht hem in het ziekenhuis. Zij minimaliseerde zijn verwondingen en bekritiseerde hem omdat hij dronken betrokken was geweest in een verkeersongeluk. Hemingway, die echt zwaargewond was, voelde zich zeer ontdaan door haar koele en scherpe reactie. Hun relatie zou niet lang meer stand houden. In Londen leerde Hemingway namelijk Mary Welsh kennen, een correspondente van Time magazine die hem tijdens zijn herstel wel de aandacht en zorg schonk waar hij naar scheen te verlangen. De derde keer dat ze elkaar ontmoetten, deed Hemingway haar reeds een huwelijksaanzoek, maar ze zouden pas in 1946 trouwen.
Hemingway was op dinsdag 6 juni 1944 aanwezig bij de landing in Normandië op D-Day, hoewel hij van de legerleiding op een landingsvaartuig moest blijven. Eind juli van dat jaar sloot hij zich aan bij het 22e infanterieregiment onder bevel van kolonel Charles 'Buck' Lanham, dat op weg was naar Parijs. Hij zou ook de leiding hebben genomen van een groepje verzetsstrijders, onder wie oudgedienden uit de Spaanse Burgeroorlog, waarmee hij naar eigen zeggen het Parijse Hôtel Ritz en de bar bevrijdde. Door het leiden van een gewapende groep verzetsstrijders had Hemingway echter het Verdrag van Genève geschonden. Als journalist was het hem namelijk uitdrukkelijk verboden om deel te nemen aan militaire acties. Toch ontsnapte hij aan een veroordeling door te beweren dat hij alleen advies had gegeven. De bevrijding van het Ritz-hotel werd de daaropvolgende week uitgebreid gevierd, en nadien reisde Hemingway naar het noorden van Frankrijk om zich terug bij zijn vriend kolonel Buck Lanham en het 22e infanterieregiment van de geallieerden aan te sluiten.
Later maakte hij enkele van de zwaarste gevechten tijdens de Slag om het Hürtgenwald mee en ontsnapte volgens vrienden verschillende keren ternauwernood aan de dood. In december 1944 werd hij ernstig ziek, kreeg hoge koorts en moest met een longontsteking worden opgenomen bij het begin van het Ardennenoffensief. 'Voor zijn inspanningen en talent om de lezers een levendig beeld te schetsen van wat zich aan het front afspeelde', werd hij voorgedragen voor een Bronze Star.
Hemingway keerde terug naar de VS in maart 1946 met het voornemen om een grote oorlogsroman te schrijven, maar die is er nooit gekomen. Het enige boek met enige lengte dat hij zou produceren over de Tweede Wereldoorlog was Across the River and Into the Trees, dat in 1950 bij Scribner's werd uitgegeven.

### 1948–1961: Cuba, Nobelprijs

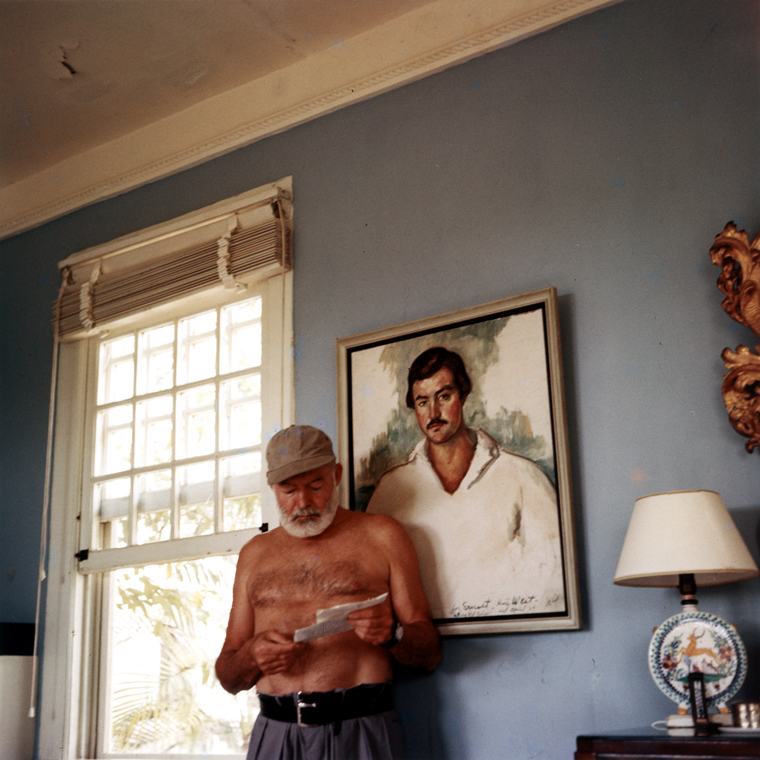
Hemingway in zijn huis Finca Vigía in Cuba in 1953

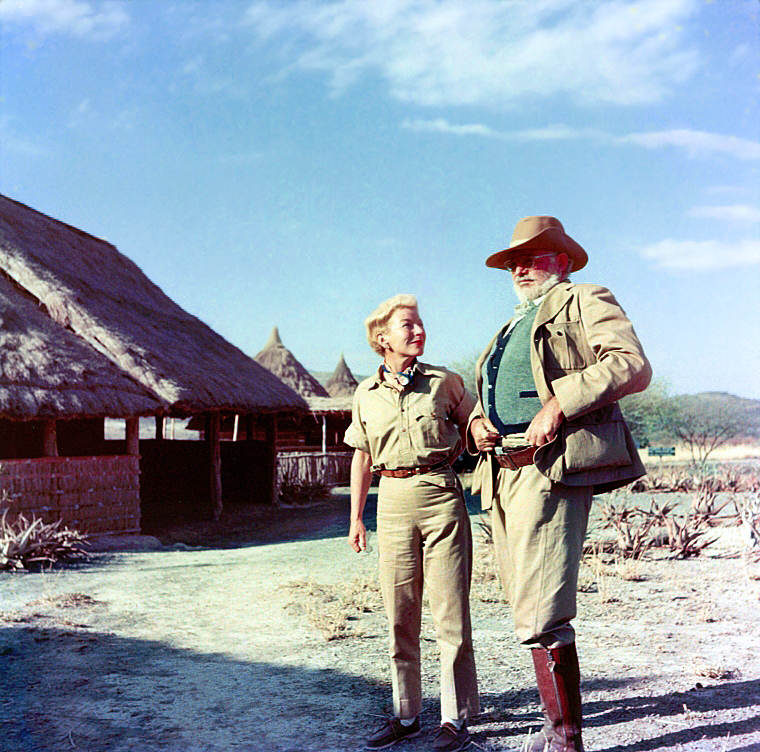
Hemingway en zijn vierde echtgenote Mary Welsh op safari in Kenia in 1953/1954

Na de oorlog verbleef Hemingway met Mary een tijdje in Venetië en Torcello alvorens terug te keren naar zijn huis in Cuba. In Venetië was hij verliefd geworden op een negentienjarig meisje, Adriana Ivancich, wat hem inspiratie gaf voor zijn verhaal Across the River and Into the Trees over een gepensioneerd brigadegeneraal en zijn relatie in Venetië met een veel jongere vrouw die hij zijn dochter noemt. Adriana ontwierp de omslag en later ontwierp ze ook de cover voor The Old Man and the Sea. Toen het boek in 1950 door Scribner's werd gepubliceerd, hadden critici geen goed woord over voor het sentimentele verhaal. Hemingway reageerde ironisch: "Zeker ze kunnen om het even wat zeggen dat er niets gebeurt in Across the River; al wat gebeurt, is de verdediging van de benedenloop van de Piave, de doorbraak in Normandië, de inname van Parijs... plus een man die van een meisje houdt en sterft." 
Gekwetst door de negatieve reacties, nam Hemingway zich voor met een sterke novelle terug te slaan: een eenvoudig, mythisch verhaal over een oude man en een vis. Ditmaal prezen de critici hem de hemel in. Hemingway ontving in 1953 de Pulitzer Prize voor fictie voor The Old Man and the Sea. De novelle verscheen eerst in Life magazine met vijf miljoen verkochte exemplaren en ook het boek deed het goed.
1954 begon als een ongeluksjaar voor de Hemingways. In januari 1954, tijdens een reis door Afrika, werden zij tweemaal het slachtoffer van een vliegtuigongeluk. Op 21 januari stortte hun gecharterde Cessna neer toen de piloot een vlucht vogels wilde ontwijken boven de Murchison Falls, en de dag daarop namen ze een ander vliegtuig om naar een hospitaal in Entebbe te vliegen en dit ontplofte bij vertrek. Hemingway hield hier volgens zijn biograaf Baker een zware hersenschudding, beschadigingen aan ruggengraat, lever, nier en milt, en eerstegraads brandwonden aan gezicht en armen aan over. Herstellend op zijn hotelkamer in Entebbe, had Hemingway het genoegen om zijn eigen overlijdensberichten in de kranten te lezen. Tegen beter weten in ondernam hij enkele weken later een vistocht met Mary en Patrick, en toen hij een brand nabij hun kamp wilde helpen blussen, viel hij door zijn slechte conditie in het vuur en hield er nog meer brandwonden aan over dan hij al had. Hemingway zou nooit meer helemaal herstellen van deze ongelukken. De pijn zou hij de rest van zijn leven meedragen en zijn depressies werden erger.
Hemingway won in oktober van datzelfde jaar 1954 de Nobelprijs voor Literatuur "voor zijn meesterschap in de kunst van het vertellen, meest recentelijk gedemonstreerd in The Old Man and the Sea en voor de invloed die hij heeft uitgeoefend op de contemporaine stijl." Op 28 oktober, de dag dat het nieuws bekend werd, legde hij tegenover de pers een verklaring af, waarin hij zei dat Carl Sandburg, Isak Dinesen of Bernard Berenson de prijs meer verdienden, maar dat het geld welkom was. Door een kunstcriticus en twee oudere, mindere schrijvers te noemen, ontweek hij volgens sommige critici handig het noemen van sterke tijdgenoten zoals John Steinbeck. Omdat hij nog onvoldoende hersteld was van zijn vliegtuigongelukken en de bosbrand om de prijs persoonlijk in ontvangst te kunnen nemen in Stockholm, liet hij zijn dankwoord voorlezen. De Amerikaanse ambassadeur in Zweden, John Cabot, nam de prijs in zijn naam in ontvangst.
Bij het ontvangen van de Nobelprijs benadrukte Hemingway de eenzaamheid en het isolement van de schrijver:
Writing, at its best, is a lonely life. Organizations for writers palliate the writer's loneliness but I doubt if they improve his writing. He grows in public stature as he sheds his loneliness and often his work deteriorates. For he does his work alone and if he is a good enough writer he must face eternity, or the lack of it, each day.
Schrijven, op zijn best, is een eenzaam leven. Organisaties voor schrijvers verzachten de eenzaamheid van de schrijver, maar ik twijfel of ze hem beter doen schrijven. Hij krijgt meer publiek aanzien als hij zijn eenzaamheid afschudt maar dikwijls gaat dan zijn werk achteruit. Immers, hij werkt alleen en als hij een goed schrijver is moet hij de eeuwigheid of het gebrek eraan elke dag onder ogen zien.
Het prijzengeld van 35.000 dollar stelde hem in staat om een deel van zijn schulden af te betalen, en de gouden medaille bewaarde hij enige tijd in een geheime juwelenlade in zijn huis Finca Vigía, vooraleer ze te schenken aan Cuba's beschermheilige La Virgen de la Caridad del Cobre om te bewaren in de schrijn van de aan haar opgedragen basiliek.
De periode na het winnen van de Nobelprijs was erg druk en belastend voor Hemingway, die voortdurend last had van zijn rugkwetsuur en nauwelijks aan schrijven toekwam door de vele bezoekers die de winnaar thuis (in "Finca Vigía") wilden interviewen. Toen hij werd uitgenodigd op de set van The Old Man and The Sea, ergerde hij zich ook aan de cast van de film. Zo vond hij Spencer Tracy te dik en te burgerlijk, en de jongen die voor de rol van Manolo was uitgekozen noemde hij een kruising tussen een kikkervisje en de Amerikaanse schrijfster Anita Loos. Zijn manuscript met Afrikaanse verhalen bleef door al die drukte onaangeroerd liggen, en Hemingway beperkte zich tot het schrijven van artikelen voor tijdschriften. De zomer van 1956 bracht hij door met het schrijven van korte verhalen zoals A Room on the Garden Side (over de bevrijding van het Ritz-hotel) en The Cross Roads, waarin de verteller en zijn groep vluchtende Duitsers in Frankrijk doden en beroven die in 1944 op weg naar Aken zijn. 
In augustus van dat jaar besefte Hemingway dat er van schrijven niet veel meer terecht zou komen en begon een nieuwe reis naar Europa te plannen. Mary's bloedarmoede was bovendien verslechterd en Hemingway dacht dat een ander klimaat haar goed zou doen. Na enkele weken verblijf in New York vertrokken ze met de Franse oceaanlijner Île-de-France. Een hoogtepunt op die reis die hen door verschillende Europese landen bracht, was voor Hemingway de vierdaagse feria met stierenvechten te Zaragoza. Hemingways gezondheid was tijdens de cruise echter zodanig verslechterd, dat hij op de terugtocht aan boord van de Île-de-France behandeld moest worden voor zijn slecht werkende lever, een hoge bloeddruk en hoge cholesterolwaarden.
Nadat Fidel Castro in 1959 aan de macht kwam, verlieten Ernest en Mary Hemingway hun huis in Cuba en verhuisden naar Ketchum, in Idaho. Daar bracht de schrijver de laatste jaren van zijn leven door, voortdurend kampend met ernstige gezondheidsproblemen.

### Levenseinde

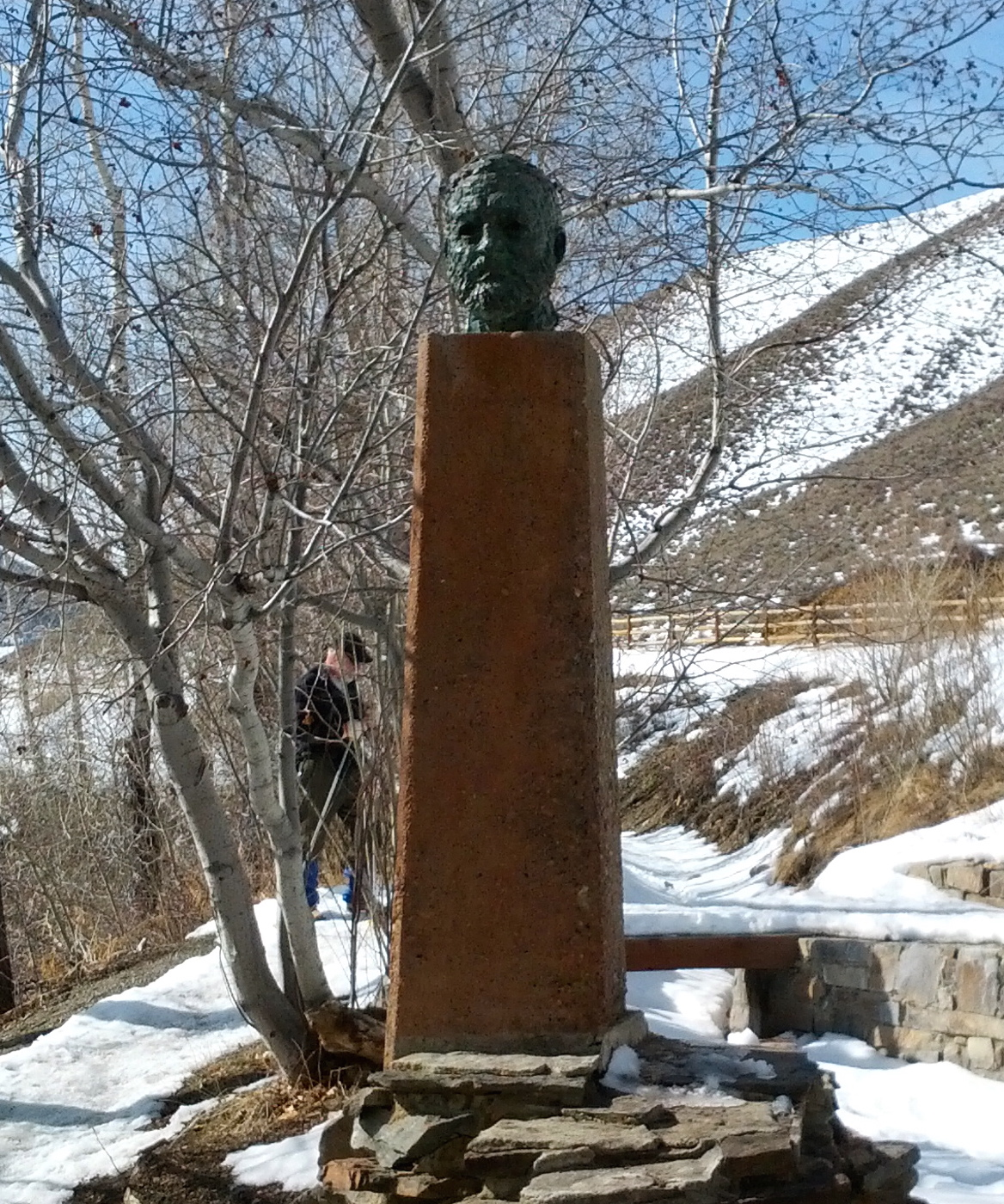
Hemingway Memorial boven Trail Creek in Sun Valley

Op zijn zestigste zag Hemingway er afgeleefd en oud uit. Hij dronk meer dan ooit en leed aan vlagen van manische uitbarstingen gevolgd door diepe depressies. Op 2 juli 1961 was hij naar gewoonte vroeg opgestaan, had zich aangekleed, maar begaf zich niet naar zijn schrijfkamer van zijn huis in Idaho waar zijn schrijfmachine stond. In plaats daarvan haalde hij zijn favoriete dubbelloops jachtgeweer Boss & Co. uit de wapenkamer in de kelder, laadde het met twee kogels van zwaar kaliber en ging naar boven in de hal, waar hij de loop in zijn mond stak en de trekker overhaalde.
Hemingway was niet de enige in zijn familie die zelfmoord pleegde. Zijn vader (Clarence), broer (Leicester), zuster (Ursula) en zijn kleindochter Margaux kwamen allen door zelfmoord aan hun einde. Hemingway kreeg een katholieke begrafenis, omdat de kerk oordeelde dat hij niet bij zijn volle verstand moest zijn geweest op het moment van zijn zelfmoord. Hij werd begraven in Ketchum.
Omtrent de zelfmoord van Ernest Hemingway bestaan verschillende theorieën. De meest gangbare theorie is dat hij in een diepe depressie was verzeild, in het besef dat zijn literaire hoogtijdagen voorgoed achter hem lagen. Het schrijven viel hem ook fysiek moeilijk na de vele trauma's die hij had opgelopen bij de ongelukken. Wellicht leed Hemingway aan dezelfde genetische bloedziekte (hemochromatose) als zijn vader, waarbij het onvermogen om ijzer te metaboliseren culmineert in mentale en fysieke achteruitgang. Verschillende dokters hadden hem op het hart gedrukt om vooral te stoppen met drinken, maar Hemingway had dit advies genegeerd. Enkele malen was hij met elektroshocks behandeld in de Mayo Clinic van Minnesota, maar de depressies bleven terugkomen. Na deze behandelingen begon Hemingway symptomen van dementie en paranoia te vertonen.
Een van Hemingways ideeën in die tijd was dat de FBI het op hem gemunt had en hem liet volgen. Er bestaat echter een theorie die deze beweringen serieus neemt. Zo is zijn vriend A.E. Hotchner, 13 jaar lang een nauwe medewerker, ervan overtuigd dat Hemingway sinds de jaren veertig in de gaten werd gehouden door de FBI, vanwege zijn contacten en banden met Cuba, wat zou blijken uit de vrijgave van een FBI-dossier in 1983. Hemingway was het jaar voor zijn zelfmoord op 61-jarige leeftijd onder druk van de Amerikaanse autoriteiten van Cuba naar Amerika teruggekeerd. Tijdens een ontmoeting met Hotchner in 1960 vertelde Hemingway hoe de FBI hem schaduwde. Zijn bankrekening werd nagetrokken, zijn telefoon afgeluisterd en zijn post regelmatig onderschept, en soms, als hij in een bar zat, herkende hij FBI-agenten. Hotchner vertelt ook, hoe Hemingway hem vanuit zijn ziekenhuiskamer opbelde en zei dat in zijn kamer microfoontjes waren geplaatst en dat de telefoon werd afgeluisterd.
Zijn testament op datum van 15 september 1955 wees Mary Hemingway aan als executant voor al zijn eigendommen van welke aard ook, literaire inbegrepen. Mary kwam zo in het bezit van al zijn brieven en maakte van haar recht gebruik om de komende vijftien jaar de meeste verzoeken tot publicatie ervan tegen te houden, ook al waren veel originelen in bezit van particulieren en instellingen, en had de schrijver zelf tijdens zijn leven verzoeken in die richting regelmatig ingewilligd. In de geautoriseerde biografie van 1969 door Carlos Baker werden wel een honderdtal brieven van Hemingway opgenomen.

## Hemingways gedragscode
Hemingways gedragscode ("Hemingway’s code" of "Code hero") benadrukte stijl niet alleen in wat hij schreef, maar ook in zijn levenswijze. Voor hem liet een man pas zien wat hij waard was wanneer hij voor moeilijke uitdagingen en in levensbedreigende situaties werd geplaatst. Oorlog was de ultieme test. Zijn gedragscode was als een soort substitutie voor religie, en voortdurende worsteling om de eigen waarden overeind te houden tegenover gevoelens van zinloosheid: de leegte van een mens zonder waarden en hoop. Die uitdagingen had hij ook nodig om te weten wat leven is ("Om te leven moet je lijden") en daarom gaf hij zich als jonge man op voor actieve dienst aan het Italiaanse front en ging hij in de periode 1920-1950 als oorlogsverslaggever aan de slag. Hij zag zichzelf als een schrijver en man van de actie.
In The Sun Also Rises staat het personage Romero voor het prototype van mannelijkheid dat Hemingway voor ogen had: hij is moedig, stoïcijns, zelfbewust en individualistisch, schept zijn eigen waarden, en gedraagt zich natuurlijk, zonder enig spoor van pretentie. Die mentaliteit streefde Hemingway heel zijn leven na, tot hij ten slotte de strijd moest opgeven en het niets over zich liet komen.
A man who lives correctly, following the ideals of honor, courage and endurance in a world that is sometimes chaotic, often stressful, and always painful.— Hemingways definitie van Code hero.
In A Moveable Feast legt Hemingway uit dat hij vanaf het begin ook heel bewust naar een eigen schrijfstijl toewerkte, de Hemingwaystijl die hierna wordt besproken.

## Thematiek en schrijfstijl

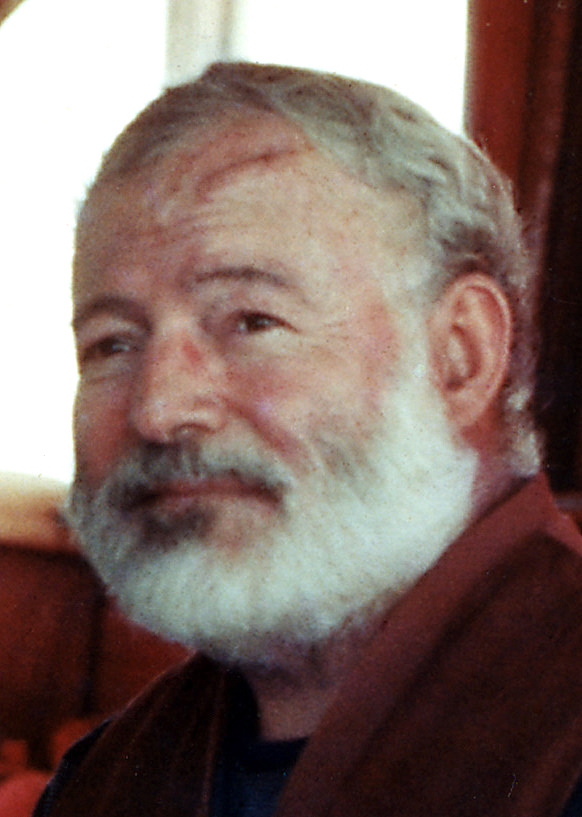
"We are all apprentices in a craft where no one ever becomes a master" (We zijn allemaal leerlingen van een ambacht waarin niemand ooit een meester wordt) - Hemingway, The Wild Years

### Thema's
Vaak weerkerende thema's in Hemingways boeken zijn liefde, oorlog, wildernis en verlies. In zijn romans en korte verhalen presenteert hij het menselijk leven als een eeuwige strijd, die pas eindigt met de dood. Waar het in het algemeen om gaat is de manier waarop de mens de confrontatie aangaat met een crisis en hoe hij de pijn verdraagt die hem werd toegebracht, of het nu zijn eigen fysieke beperking is of de vijandigheid van de samenleving of de onverschilligheid van gevoelloze natuur. In een wereld van pijn en mislukking beschikt het individu wel over de vrijheid van de wil om zijn eigen waarden en idealen te creëren.

### Stijl

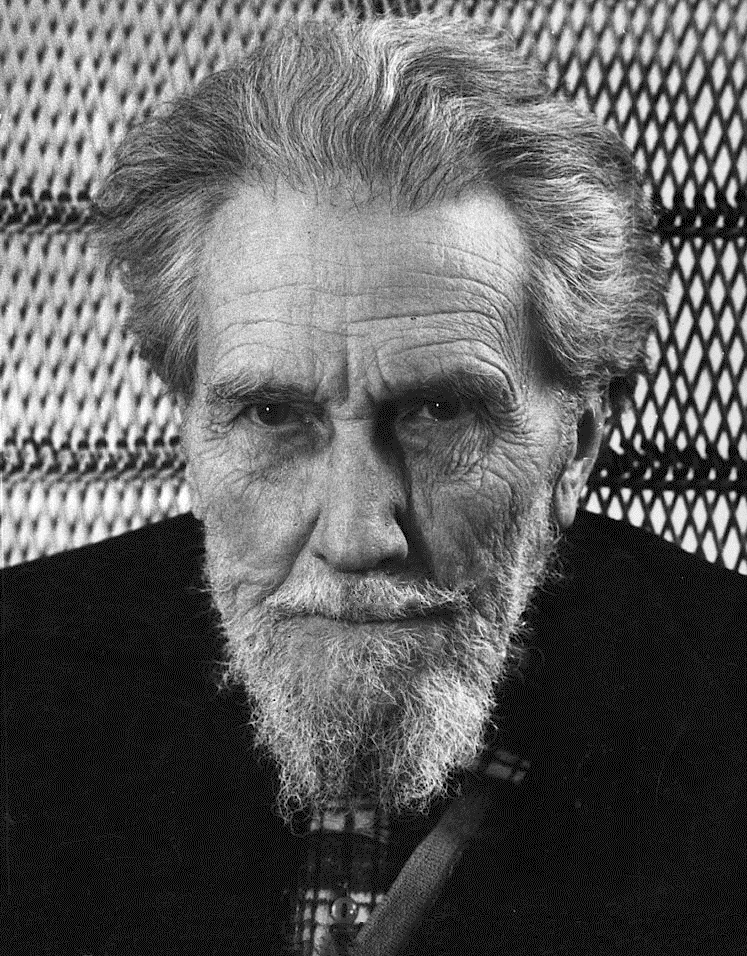
Ezra Pound in 1963

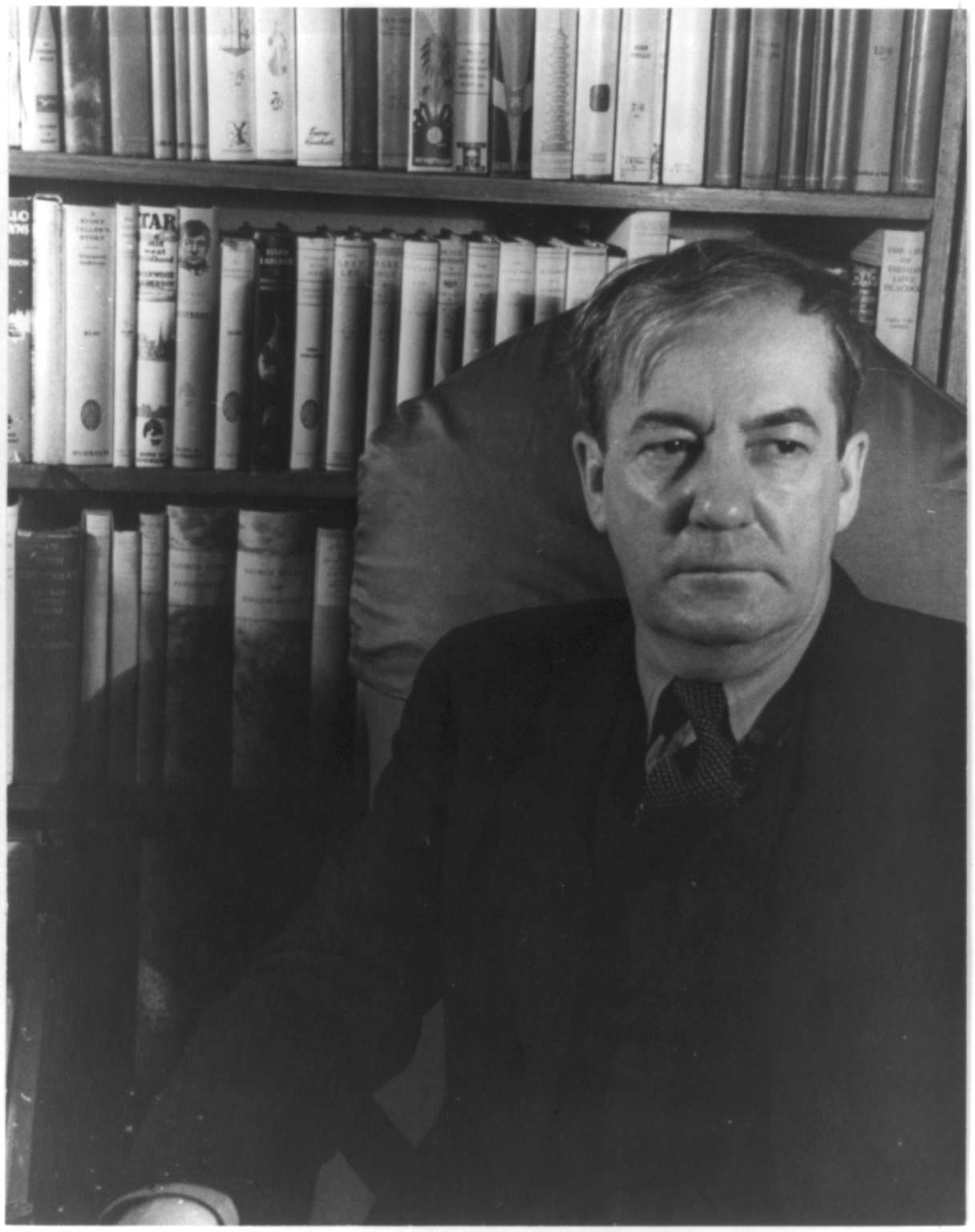
Sherwood Anderson, 29 november 1933, door Carl van Vechten

Hemingway is vooral bekend om zijn korte verhalen en romans, gekenmerkt door een sobere stijl met weinig adjectieven en bijwoorden, en met veel herhalingen. Typisch zijn ook de vele korte, declaratieve zinnen, waarbij interpunctie zo veel mogelijk wordt weggelaten. In navolging van Gertrude Stein gaf hij de voorkeur aan nevenschikkende zinnen. Abstracte termen vermeed hij, alsook woorden van Latijnse oorsprong. Als hij af en toe wel een detail vermeldde, viel dit op doordat hij zo sober schreef. Om zijn verhalen sterker te maken, paste hij de "ijsbergtheorie" (iceberg theory) toe, een ingehouden, minimalistische schrijfstijl, die gericht is op het 'verhaal aan de oppervlakte', zonder expliciet onderliggende thema's te bespreken. Het effect op de lezer is alsof hij stap voor stap met de personages meeziet, meevoelt, meehandelt.
The dignity of movement of an iceberg is due to only one-eighth of it being above water.— Death In the Afternoon, Scribner's, 1932, H 16, p. 192.
In de praktijk betekende dit: zo veel mogelijk weglaten. Hemingways personages uiten hun gevoelens niet op een directe wijze. De lezer komt meer over hen te weten door wat ze doen en door wat ze zeggen. Net zoals bij een ijsberg alleen de top zichtbaar is, speelt zich veel van wat echt van belang is af onder de oppervlakte. Deze spaarzaamheid en afstandelijkheid geeft de indruk van een koel realisme, dat in zijn tijd heel vernieuwend was. Hemingway werd geprezen om deze stijl, en aan de andere kant verweten sommige critici hem ook dat hij zijn verhalen bevolkte met kartonnen, onuitgewerkte personages, en dat gold met name voor de vrouwen in zijn verhalen. Dat hij zo compact schreef was echter een bewuste keuze en had veel te maken met zijn achtergrond en de invloeden die hij had ondergaan, te beginnen met wat hij als journalist had geleerd.
Hemingways leerschool en inspiratie was de journalistiek. In verschillende interviews verwees hij naar de stijlgids van de krant The Kansas City Star als basis voor zijn manier van schrijven. Als jonge, beginnende journalist werd hij op het hart gedrukt dat hij vooral kort, krachtig, duidelijk en positief moest schrijven en spaarzaam moest zijn met adjectieven en bijzinnen en die les is hem heel zijn leven bijgebleven.
Hemingways beknopte manier van schrijven zou volgens anderen ook in de hand zijn gewerkt doordat hij als buitenlandcorrespondent zijn verhalen voor de krant als kabeltelegram (Engels: "cable") verzond. Dit 'cablese', zoals het gekscherend genoemd werd, kostte de krant minder, omdat een telegram per woord betaald werd. Het leverde een verhaal op met hoge informatiedichtheid en zonder opsmuk. Ook Hemingways biograaf Carlos Baker gaat akkoord met de cablese-theorie. Daarnaast meent hij dat Hemingways beknopte manier van uitdrukken, zowel in zijn gesprekken als in zijn teksten, er ook mee te maken had dat hij elke schijn van pretentie wilde vermijden. Baker doelt op de zogeheten Hemingway Choctaw, een "indiaanse" wijze van spreken, waarbij voornaamwoorden, sommige werkwoorden en lidwoorden werden weggelaten. Hemingway vond het blijkbaar laconiek, met de voeten op de grond en mannelijk om zo te spreken.
Hemingway noemt zelf een aantal personen die hem in zijn ontwikkeling als schrijver hebben geholpen. Op de highschool waren er twee leraressen die Hemingways schrijftalent hebben gestimuleerd: Miss Fannie Biggs en Miss Dixon. Hemingway sprak vol lof over hen. Vooral met de creatieve Fannie Biggs had hij een goede band, omdat hij als adolescent met alle problemen bij haar terechtkon. Hemingways stijl en zijn hele ontwikkeling als schrijver werden echter vooral beïnvloed door Sherwood Anderson en Gertrude Stein, twee ervaren schrijvers die de ambitieuze jongeman onder hun hoede hebben genomen. Hemingway ontmoette Anderson, de auteur van de roman Winesburg, Ohio, in Chicago in de herfst 1920 en het was op zijn advies dat hij niet lang daarna naar Parijs trok. Hoewel hij later Andersons stijl zou parodiëren, bleek diens invloed toch duidelijk uit korte verhalen als My Old Man en I Want to Know Why. Gertrude Stein, van haar kant, stimuleerde Hemingway om te experimenteren met automatisch schrijven en vrije associatie en zij gaf hem het advies om zijn job op te zeggen en alleen voor zijn kunst te leven. Hemingway zelf noemde Ezra Pound zijn meest vertrouwde criticus. Pound had hem geleerd te snoeien in het gebruik van bijvoeglijke naamwoorden en te gedetailleerde beschrijvingen.
You are the only guy who knows a god damn thing about writing!— Brief aan Ezra Pound, Parijs, 17 maart 1924
Reeds zijn eerste succesvolle roman, The Sun Also Rises, werd vanwege zijn beknopte stijl bekritiseerd. Het viel critici op dat Hemingway geen gebruik maakte van de door hen geprezen stream of consciousnesstechniek (de monologue intérieur) waarbij de gedachten van romanpersonages worden weergegeven. Hemingway volgde echter zijn eigen weg, omdat voor hem de waarachtigheid van zijn verhaal hoofdzaak was. Hij streefde een "short and true style" na die zijn verhaal krachtiger en realistischer overbracht.
In Sun A.R. the critics miss their interior monologues and aren’t happy - or disappointed I cut out 40.000 words of the stuff that would have made them happy.— Brief aan Maxwell Perkins, Parijs, 19 november 1926
De kenmerken van Hemingways "short and true style" kunnen als volgt worden samengevat:
- Schrijf objectief, beschrijft de details van de wereld, geen emoties;
- Breng de details van een object (of een scène) terug tot hun basiselementen;
- Benadruk naamwoorden;
- Kies actieve werkwoorden, geen passieve;
- Wees spaarzaam met adjectieven en kies zorgvuldig de meest geschikte;
- Houd zinnen kort;
- Streef grammaticale eenvoud na;
- Schrijf complexe zinnen om de actie te versnellen, vloeiende beweging te beschrijven, of om die korte, eenvoudige zinnen beter te laten uitkomen;
- Vertrouw op dialoog om personages te tekenen;
- Gebruik alledaagse woorden;
- Gebruik herhaling om de lezers eraan te herinneren wat ze hebben gelezen;
- Wees spaarzaam met vergelijkingen.

Hoewel Hemingway dus geen waarde hechtte aan het zelf beschrijven van emoties, vond hij het juist heel belangrijk dat een literair werk bij de lezer emoties opriep. Om dat te bereiken moest de auteur volgens hem alles wat hij zelf had ervaren bij een bepaalde emotie eerst zelf ondergaan en vervolgens tot in de fijnste details nauwkeurig beschrijven, echter zonder daarbij de emotie als zodanig te benoemen:
The real thing, the sequence of motion and fact which made the emotion.

## Invloed en betekenis
Hemingway wordt algemeen beschouwd als een van de invloedrijkste 20e-eeuwse schrijvers. Zijn boeken, die in meer dan 35 talen werden vertaald, hadden een diepgaande invloed op moderne Europese schrijvers zoals Jean-Paul Sartre, Albert Camus en Heinrich Böll. Zijn sobere, precieze en levensechte schrijfstijl beïnvloedde ook hard-boiled-auteurs als Dashiell Hammett, John O'Hara en Norman Mailer, en onder meer de Afro-Amerikaanse schrijver Ralph Ellison noemde Hemingway als zijn belangrijkste model. Hemingways manier van schrijven had ook een directe invloed op J.D. Salingers werk en dat van vele anderen. De Nobelprijscommissie prees Hemingway om de invloed die zijn krachtige stijl had uitgeoefend op het contemporaine proza: "[...] for his mastery of the art of narrative and for the influence that he has exerted on contemporary style".
Tijdens de jaren 1950, de laatste tien jaar van Hemingways leven, kreeg zijn werk veel aandacht van academische critici en biografen, ondanks grote weerstand van Hemingway zelf, die zich verzette tegen het schrijven over en het analyseren van nog levende auteurs. Carlos Baker leverde met Hemingway: The Writer as Artist een thematische studie van zijn fictie en non-fictie; Philip Young schreef een controversiële psychoanalytische behandeling van het leven en het werk van Ernest Hemingway; en Charles Fenton onderzocht in The Apprenticeship of Ernest Hemingway zijn eerste jaren als journalist. Deze jonge wetenschappers waren ervan overtuigd dat Hemingway de komende jaren zou worden beschouwd als een belangrijke figuur in de Amerikaanse literatuur, en ze kregen gelijk. Tegen het einde van het decennium werd Hemingway besproken in belangrijke overzichten van Amerikaanse literatuur, zoals Charles Feidelson en Paul Brodtkorbs Interpretations of American Literature (1959) en Leslie Fiedlers Love and Death in the American Novel (1960). Een sleutelrol in het canoniseren van Hemingway als literaire figuur speelde zijn novelle The Old Man and the Sea uit 1952. Het verraste de critici dat Hemingway, die niets buitengewoons meer had geschreven sinds de publicatie van For Whom the Bell Tolls (1940) nog zo'n verfijnd en lyrisch verhaal kon schrijven. Zelfs zijn vrouw Mary was er zo van onder de indruk dat ze hem na het lezen van het manuscript het kippenvel op haar armen toonde en tegen hem zei dat ze hem “alles vergaf wat hij haar ooit had aangedaan”.

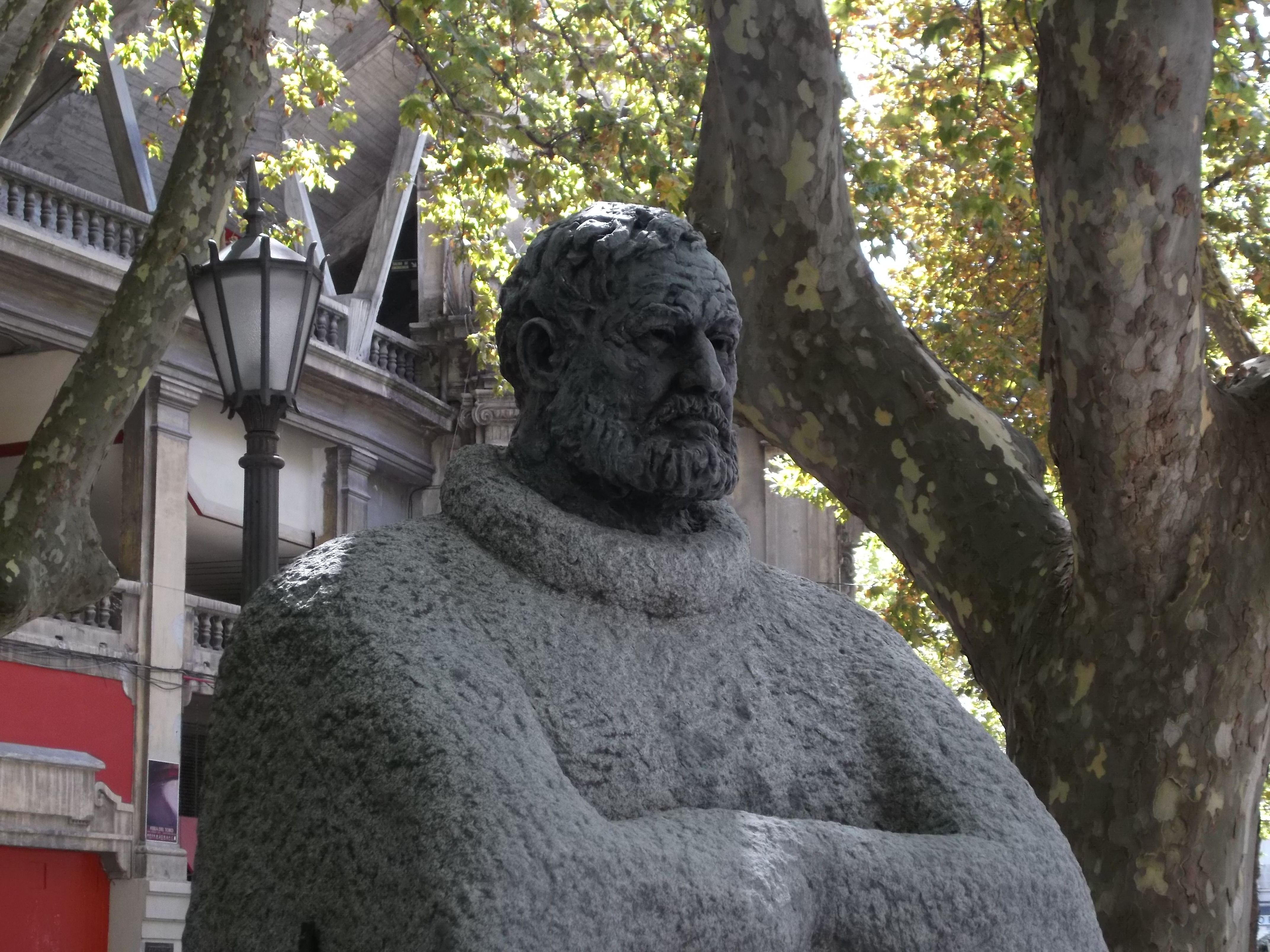
Standbeeld van Ernest Hemingway in Pamplona

Onmiddellijk na Hemingways dood verschenen retrospectieve beschouwingen van zijn werk door literaire critici die wilden onderzoeken of de auteur waardig was om in de literaire canon te worden opgenomen. Voorbeelden hiervan zijn de artikelen van Stanley Edgar Hyman (The Best of Hemingway), John C. Kelly’s Ernest Hemingway (1899–1961): Formulating the Data of Experience, en C. Hugh Holmans Ernest Hemingway : A Tribute. Het draaide allemaal om die ene belangrijke vraag, die Maxwell Geismar in the New York Times Book Review ook als titel voor zijn artikel koos: "Was 'Papa' Truly a Great Writer?" Een stroom aan geschriften vanuit Amerikaanse universiteiten en colleges leverde een duidelijk jawoord op, en het volgende decennium verschenen bijna vierhonderd wetenschappelijke artikelen en boeken met Ernest Hemingway als onderwerp. Deze belangstelling vanuit academische hoek hield aan tot heden.

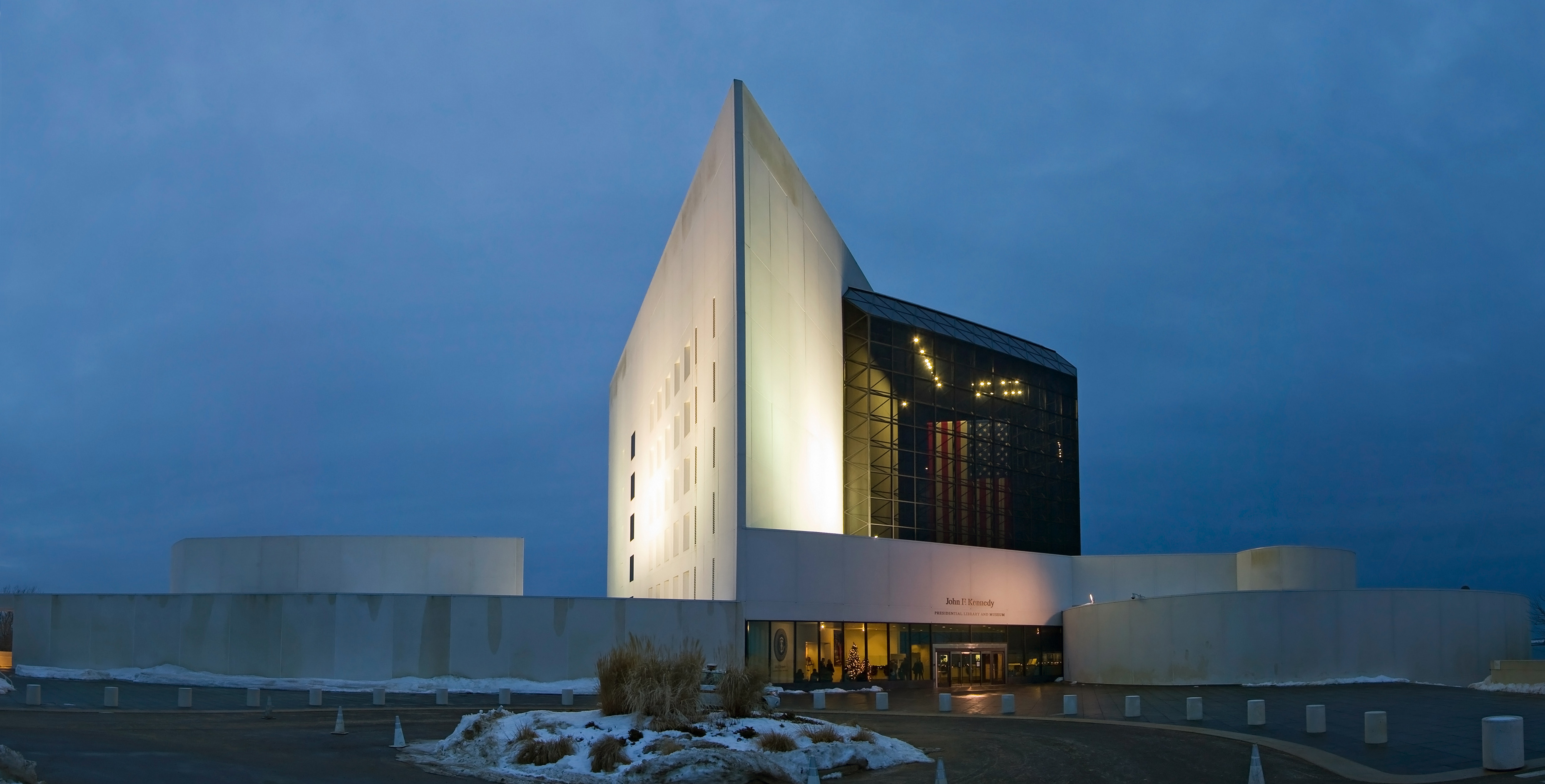
De John F. Kennedy Library in Waltham, Boston, waar Hemingways manuscripten en brieven worden bewaard

Een belangrijk jaar bij de studie van Hemingways literaire nalatenschap was 1975, toen een grote verzameling manuscripten (met ca. 19500 pagina's) en brieven publiek beschikbaar werden gesteld in de nationale Archieven te Waltham nabij Boston. In 1980 werden de Hemingway-manuscripten verplaatst van het Nationaal Archief naar een speciaal ontworpen ruimte in Bostons gloednieuwe John F. Kennedy Library. Na Carlos Bakers eerste geautoriseerde biografie verschenen nu andere biografieën, zoals Bertram D. Sarasons Hemingway and the Sun Set, en ook familieleden van Hemingway lieten zich niet onbetuigd: zijn weduwe Mary Hemingway publiceerde How It Was; Madelaine Hemingway Miller schreef Ernie: Hemingway’s Sister "Sunny" Remembers, en zijn jongste zoon Gregory Hemingway het bittere Papa, A Personal Memoir.
Toen Mary Hemingway niet meer in staat was om de literaire zaken van haar overleden echtgenoot te beheren, kwam er onder impuls van de trustees een stroom van publicaties op gang (zie het volgende hoofdstuk "Postume uitgaven"). Zij brachten in twee jaar tijd meer "nieuwe" Hemingwayboeken op de markt dan de voorzichtige Mary het vorige decennium had toegestaan.

## Postume uitgaven
Kort na Hemingways dood werden literair criticus Malcolm Cowley en Carlos Baker, die een geautoriseerde biografie zou schrijven, belast met de taak te beslissen welke van de resterende manuscripten van de schrijver publiceerbaar zou kunnen zijn. Het eerste postume werk was A Moveable Feast (1964), een weemoedige herinnering aan Hemingways eerste jaren in Parijs. Een jaar later publiceerde The Atlantic Monthly een paar korte verhalen en twee lange gedichten. In 1967 bewerkte William White een verzameling van Hemingways beste journalistieke stukken onder de titel By-Line Ernest Hemingway. Daar bleef het echter niet bij.
Na zijn zelfmoord in 1961 liet Hemingway behalve het reeds genoemde A Moveable Feast nog drie andere onafgewerkte boeken na: Islands in the Stream, The Garden of Eden en een titelloos werk over zijn reizen in Afrika. De drie romans werden uitgegeven tussen 1964 en 1986 alsof het ging om aparte teksten, maar inmiddels heeft onderzoek uitgewezen dat Hemingway een trilogie voor ogen had. Toen in 1998 aangekondigd werd door Scribner's en de erven Hemingway dat er het volgende jaar nieuwe memoires van de auteur zouden verschijnen onder de titel True at First Light, merkten journalisten van Newsweek op "...the posthumous Ernest Hemingway can't seem to shut up!" (de postume Hemingway lijkt niet te kunnen zwijgen!) Hemingways 70-jarige zoon Patrick, die het manuscript van 200.000 woorden persklaar maakte, zwoer dat het "absolutely the last full literary work of his to come out" zou zijn. Er leek hiermee een einde te zijn gekomen aan de stroom van nieuwe boeken van de overleden auteur. In 2005 kwam wel een heruitgave van True at First Light op de markt, een nog uitgebreider verslag van Hemingways wedervaren in Afrika, nu met de titel Under Kilimanjaro.
Men kan zich afvragen of het publiceren van werken die Hemingway zelf blijkbaar niet rijp voor publicatie achtte wel recht doet aan de meesterlijke stilist die hij in zijn beste werk was. Een uitzondering is volgens critici het in 1964 uitgegeven A Moveable Feast, een relaas van zijn vroege dagen in Parijs in de jaren 1920, toen hij de journalistiek achter zich wilde laten en schrijver werd van romans en korte verhalen, en ook True at First Light is in vergelijking met andere memoires van Hemingway verrassend vanwege de ongewoon komische en relativerende toon.

## Verfilmingen

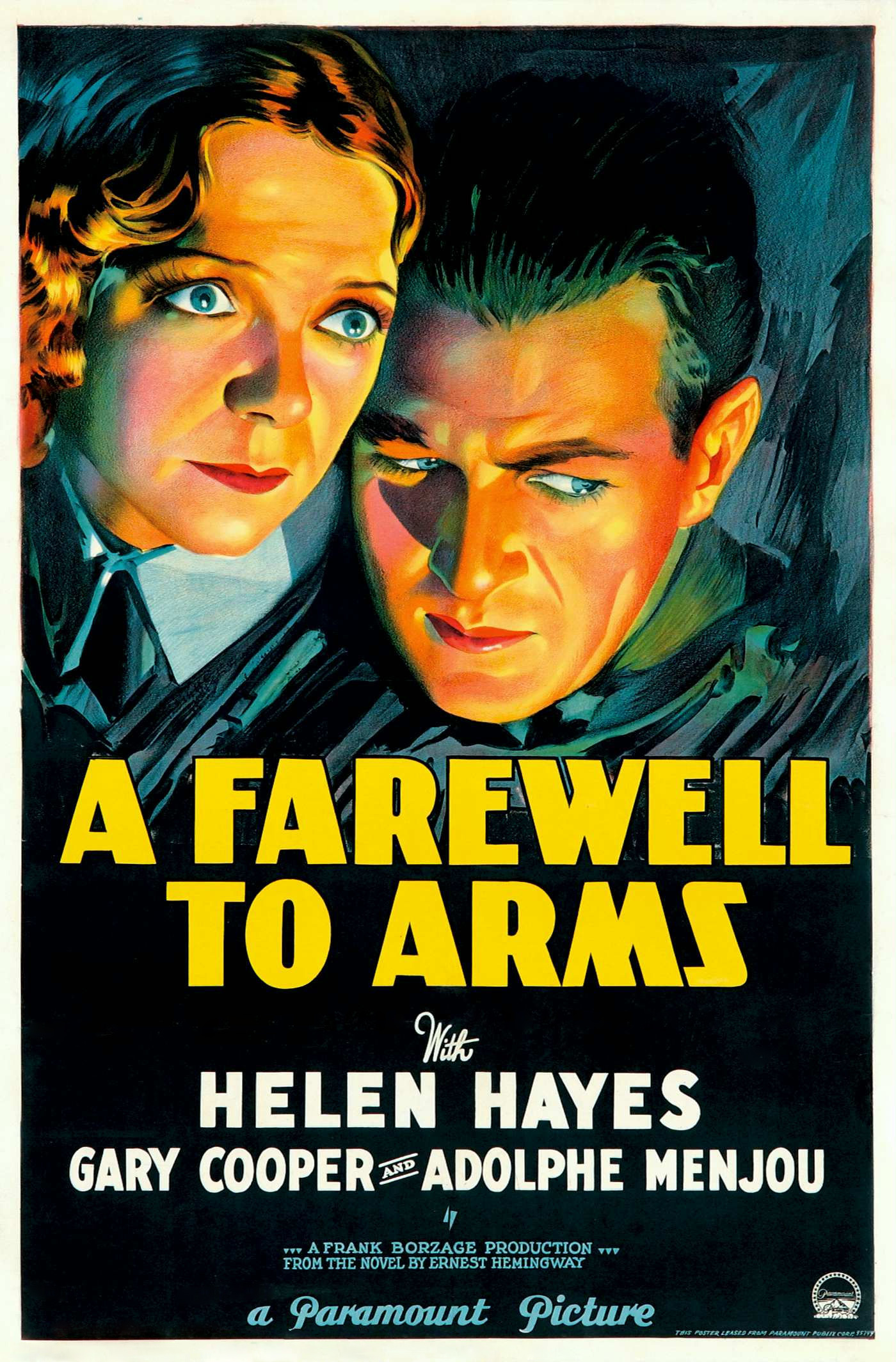
Poster van de film A Farewell to Arms uit 1932

Alle grote werken van Hemingway werden verfilmd: A Farewell to Arms (1932 en 1957), For Whom the Bell Tolls (1943), To Have and Have Not (1944), The Killers (1946), The Macomber Affair (1947), The Snows of Kilimanjaro (1952), The Sun Also Rises (1957), The Sun Also Rises (1984), The Old Man and the Sea (1958), en Islands in the Stream (1977).
De eerste filmversie van A Farewell to Arms kwam in 1932 uit, drie jaar na het boek. In dit liefdesverhaal dat zich afspeelt tegen de achtergrond van Wereldoorlog I speelt Gary Cooper de op Hemingway geïnspireerde soldaat die verliefd wordt op een verpleegster, vertolkt door Helen Hayes. De film werd genomineerd voor 'Best Picture' en won twee Oscars, een voor fotografie en een voor geluid. Selznicks remake van 1957 met Rock Hudson en Jennifer Jones in de hoofdrollen oogstte minder succes. Het werd zelfs zo'n financiële flop dat Selznick nadien geen films meer maakte.
Gary Cooper speelde in 1943 ook mee in For Whom the Bell Tolls. Hemingway had hem en Ingrid Bergman zelf uitgekozen voor de hoofdrollen. Hij was echter niet tevreden met de manier waarop de film zijn politieke boodschap had overgebracht. De bijna drie uur durende film kreeg negen Oscarnominaties.
Van The Killers, een verhaal over twee huurmoordenaars die een bokser moeten doden, werden drie versies gemaakt. De bekendste is de film noir uit 1946 waarin Burt Lancaster de Zweedse bokser vertolkt.
Hemingways novelle The Old Man and the Sea over een oude Cubaanse visser en zijn gevecht met een grote vis werd in 1958 verfilmd. Spencer Tracy's vertolking van Santiago, de oude man, leverde hem een Oscarnominatie op.
Gregory Peck, Susan Hayward en Ava Gardner speelden in 1952 de hoofdrollen in The Snows of Kilimanjaro, de verfilming van Hemingways memoires over zijn safari in Afrika.
Henry King, die ook Kilimanjaro had geregisseerd, deed in 1957 weer beroep op Gregory Peck voor zijn filmbewerking van The Sun Also Rises. In de film, die zich voor een groot deel op locatie afspeelt in Frankrijk en Spanje, vertolkt Ava Gardner Lady Brett Ashley, naast andere sterren als Mel Ferrer en Errol Flynn.
Een van de beste filmadaptaties van Hemingways boeken, was volgens veel filmcritici To Have and Have Not uit 1944, met Humphrey Bogart en Lauren Bacall in de hoofdrollen. De latere verfilmingen van 1950 (The Breaking Point) en 1958 (The Gun Runners) waren niet zo succesvol.

## Opera
- The Sun Also Rises (opera), 2000

### Romans
- (1926) The Torrents of Spring
- (1926) The Sun Also Rises
- (1929) A Farewell to Arms
- (1937) To Have and Have Not
- (1940) For Whom the Bell Tolls
- (1950) Across the River and into the Trees
- (1952) The Old Man and the Sea
- (1970) Islands in the Stream
- (1986) The Garden of Eden
- (1999) True at First Light

### Non-fictie
- (1932) Death in the Afternoon
- (1935) Green Hills of Africa
- (1962) Hemingway, The Wild Years
- (1964) A Moveable Feast
- (1967) By-Line: Ernest Hemingway
- (1970) Ernest Hemingway: Cub Reporter
- (1985) The Dangerous Summer
- (1985) Dateline: Toronto
- (2005) Under Kilimanjaro

### Brieven
- (1981) Ernest Hemingway Selected Letters 1917–1961
- (2011–2013) The Cambridge Edition of the Letters of Ernest Hemingway (The letters of Ernest Hemingway: Volume 1, 1907-1922; Volume 2, 1923-1925)

### Collecties
- (1923) Three Stories and Ten Poems
- (1925) In Our Time
- (1927) Men Without Women
- (1933) Winner Take Nothing
- (1938) The Fifth Column and the First Forty-Nine Stories
- (1947) The Essential Hemingway
- (1961) The Snows of Kilimanjaro and Other Stories
- (1969) The Fifth Column and Four Stories of the Spanish Civil War
- (1972) The Nick Adams Stories
- (1979) 88 Poems
- (1979) Complete Poems
- (1984) The Short Stories of Ernest Hemingway
- (1987) The Complete Short Stories of Ernest Hemingway
- (1995) Ernest Hemingway: The Collected Stories
- (1999) Hemingway on Writing
- (2000) Hemingway on Fishing
- (2003) Hemingway on Hunting
- (2003) Hemingway on War
- (2008) Hemingway on Paris

## Prijzen en onderscheidingen

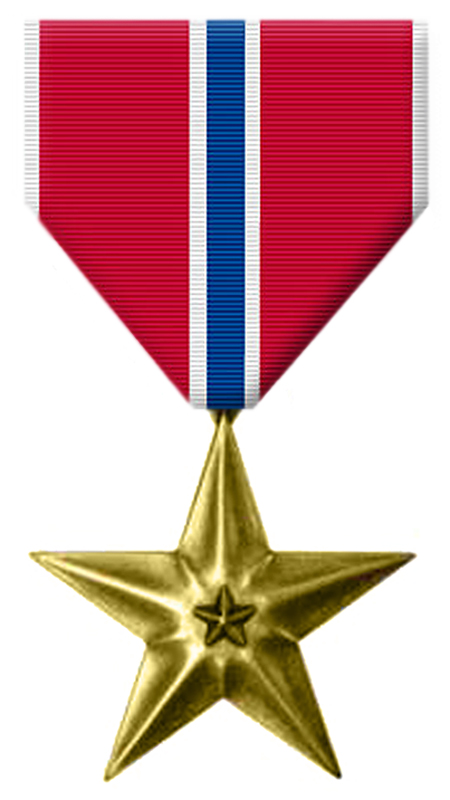
Een Bronze Star, zoals die aan Hemingway werd toegekend

Tijdens zijn leven werd Hemingway bekroond met:
- Medaglia d'argento al valor militare (Zilveren medaille voor Dapperheid, Italië) in de Eerste Wereldoorlog
- Bronze Star (als oorlogscorrespondent in de Tweede Wereldoorlog, VS) in 1947
- Pulitzerprijs in 1953 (voor The Old Man and the Sea, VS)
- American Academy of Arts and Letters Award of Merit in 1954
- Nobelprijs voor Literatuur in 1954

1901: Prudhomme ·
1902: Mommsen ·
1903: Bjørnson ·
1904: Mistral, Echegaray ·
1905: Sienkiewicz ·
1906: Carducci ·
1907: Kipling ·
1908: Eucken ·
1909: Lagerlöf ·
1910: Heyse ·
1911: Maeterlinck ·
1912: Hauptmann ·
1913: Tagore ·
1915: Rolland ·
1916: Heidenstam ·
1917: Gjellerup, Pontoppidan ·
1919: Spitteler ·
1920: Hamsun ·
1921: France ·
1922: Benavente ·
1923: Yeats ·
1924: Reymont ·
1925: Shaw ·
1926: Deledda ·
1927: Bergson ·
1928: Undset ·
1929: Mann ·
1930: Lewis ·
1931: Karlfeldt ·
1932: Galsworthy ·
1933: Boenin ·
1934: Pirandello ·
1936: O'Neill ·
1937: Gard ·
1938: Buck ·
1939: Sillanpää ·
1944: Jensen ·
1945: Mistral ·
1946: Hesse ·
1947: Gide ·
1948: Eliot ·
1949: Faulkner ·
1950: Russell ·
1951: Lagerkvist ·
1952: Mauriac ·
1953: Churchill ·
1954: Hemingway ·
1955: Laxness ·
1956: Jiménez ·
1957: Camus ·
1958: Pasternak ·
1959: Quasimodo ·
1960: Perse ·
1961: Andrić ·
1962: Steinbeck ·
1963: Seferis ·
1964: Sartre (geweigerd) ·
1965: Sjolochov ·
1966: Agnon, Sachs ·
1967: Asturias ·
1968: Kawabata ·
1969: Beckett ·
1970: Solzjenitsyn ·
1971: Neruda ·
1972: Böll ·
1973: White ·
1974: Johnson, Martinson ·
1975: Montale ·
1976: Bellow ·
1977: Aleixandre ·
1978: Singer ·
1979: Elýtis ·
1980: Miłosz ·
1981: Canetti ·
1982: García Márquez ·
1983: Golding ·
1984: Seifert ·
1985: Simon ·
1986: Soyinka ·
1987: Brodsky ·
1988: Mahfoez ·
1989: Cela ·
1990: Paz ·
1991: Gordimer ·
1992: Walcott ·
1993: Morrison ·
1994: Oë ·
1995: Heaney ·
1996: Szymborska ·
1997: Fo ·
1998: Saramago ·
1999: Grass ·
2000: Gao ·
2001: Naipaul ·
2002: Kertész ·
2003: Coetzee ·
2004: Jelinek ·
2005: Pinter ·
2006: Pamuk ·
2007: Lessing ·
2008: Le Clézio ·
2009: Müller ·
2010: Vargas Llosa ·
2011: Tranströmer ·
2012: Mo ·
2013: Munro ·
2014: Modiano ·
2015: Aleksijevitsj ·
2016: Dylan ·
2017: Ishiguro ·
2018: Tokarczuk ·
2019: Handke ·
2020: Glück ·
2021: Gurnah ·
2022: Ernaux ·
2023: Fosse ·
2024: Kang ·
- Bibsys: 90054358
- Biblioteca Nacional de Chile: 000035149
- Biblioteca Nacional de España: XX844022
- Bibliothèque nationale de France: cb11907208v (data)
- Catàleg d'autoritats de noms i títols de Catalunya: 981058512868806706
- CiNii: DA00369747
- Digitale Bibliotheek voor de Nederlandse Letteren: hemi001
- Gemeinsame Normdatei: 118549030
- International Standard Name Identifier: 0000 0001 2144 5832
- Library of Congress Control Number: n78078534
- Nationale Bibliotheek van Letland: 000004955
- MusicBrainz: 821e1b40-aa85-456b-b953-02ea722dc29a
- National Archives and Records Administration: 10679516
- Bibliotheek van het Japanse parlement: 00442997
- Nationale Bibliotheek van Tsjechië: jn19990003371
- Nationale bibliotheek van Australië: 35186443
- Nationale Bibliotheek van Israël: 987007262411205171
- Nationale Bibliotheek van Polen: a0000001179268
- Nationale en Universitaire bibliotheek Zagreb: 000030962
- Nederlandse Thesaurus van Auteursnamen: 068506848
- PIC: 293484
- Russische Staatsbibliotheek: 000084058
- Istituto Centrale per il Catalogo Unico: CFIV007315
- LIBRIS: 205435
- SNAC: w65m69tb
- Système universitaire de documentation: 026918471
- Museum of New Zealand Te Papa Tongarewa: 42729
- Trove: 856687
- Union List of Artist Names: 500277629
- Virtual International Authority File: 97006051
- WorldCat: E39PBJrWx48WxtXQTgbkppP4v3